# Lista de filmes da Disney
Lista de filmes da The Walt Disney Company.

## Classificação
Cada cor classifica o filme distintamente.
| Cor | Cor         | Categoria                                                                                                 |
| --- | ----------- | --- |
|     | Verde       | Filmes baseados em fatos                                                                                  |
|     | Vermelho    | Filmes em live-action da Disney                                                                           |
|     | Azul        | Documentários                                                                                             |
|     | Amarelo     | Filmes animados                                                                                           |
|     | Branco      | Filmes para televisão                                                                                     |
|     | Laranja     | Filmes da Lucasfilm, Ltd.                                                                                 |
|     | Magenta     | Filmes da Marvel Studios                                                                                  |
|     | Rosa        | Filmes da Touchstone Pictures                                                                             |
|     | Cinza       | Filmes da Pixar                                                                                           |
|     | Oliva       | Filmes da Disneynature                                                                                    |
|     | Orquídea    | Filmes da Hollywood Pictures                                                                              |
|     | Bronze      | Filmes da 20th Century Studios (mais últimos como Fox)                                                    |
|     | Azul Escuro | Filmes da Blue Sky Studios                                                                                |
|     | Vinho       | Filmes da Searchlight Pictures                                                                            |
|     | Turquesa    | Filmes para o Disney+                                                                                     |
|     | Verde Lima  | Filmes para o Hulu                                                                                        |
|     | Encarnado   | Filmes Internacionais Buena Vista International/ Star Original Productions/ Star Studios/ Disney+ Hotstar |

- Ano de lançamento = Não a data exata, mas sim o ano de lançamento original.
- Título original = Título original do filme no seu lançamento.
- Título em Portugal = Título usado em Portugal para o seu lançamento.
- Título no Brasil = Título usado no Brasil para o seu lançamento.

## Década de 1930
| Ano de Lançamento               | Ano de Lançamento | Título original                              | Título em Portugal             | Título no Brasil          |
| ------------------------------- | ----------------- | -------------------------------------------- | ------------------------------ | ------------------------- |
|                                 | 1937              | Academy Award Review of Walt Disney Cartoons | Festival de Oscars Disney      | Festival de Oscars Disney |
| Snow White and the Seven Dwarfs | 1937              | Branca de Neve e os Sete Anões               | Branca de Neve e os Sete Anões |                           |

## Década de 1940
| Ano de Lançamento | Ano de Lançamento    | Título original                        | Título em Portugal       | Título no Brasil                   |
| ----------------- | -------------------- | -------------------------------------- | ------------------------ | ---------------------------------- |
|                   | 1940                 | Pinocchio                              | Pinóquio                 | Pinóquio                           |
| Fantasia          | 1940                 | Fantasia                               | Fantasia                 |                                    |
|                   | 1941                 | The Reluctant Dragon                   | Parada de Maravilhas     | O Dragão Relutante                 |
|                   | 1941                 | Dumbo                                  | Dumbo                    | Dumbo                              |
| 1942              | Bambi                | Bambi                                  | Bambi                    |                                    |
|                   | 1943                 | Victory Through Air Power              | Vitória Pela Força Aérea | A Vitória Pela Força Aérea         |
|                   | 1943                 | Saludos Amigos                         | Olá, Amigos!             | Alô Amigos                         |
| 1945              | The Three Caballeros | A Caixinha de Surpresas                | Você Já foi à Bahia?     |                                    |
| 1946              | Make Mine Music      | Música, Maestro!                       | Música, Maestro!         |                                    |
|                   | 1946                 | Song of the South                      | A Canção do Sul          | A Canção do Sul                    |
|                   | 1947                 | Fun and Fancy Free                     | Batalha de Gigantes      | Como é Bom se Divertir             |
| 1948              | Melody Time          | Tempo de Melodia                       | Tempo de Melodia         |                                    |
|                   | 1949                 | So Dear to My Heart                    | Tão Perto do Coração     | Meu Querido Carneirinho            |
|                   | 1949                 | The Adventures of Ichabod and Mr. Toad | As Aventuras do Sr. Sapo | As Aventuras de Ichabod e Sr. Sapo |

## Década de 1950
| Ano de Lançamento                        | Ano de Lançamento       | Título original                            | Título em Portugal                  | Título no Brasil                  |
| ---------------------------------------- | ----------------------- | ------------------------------------------ | ----------------------------------- | --------------------------------- |
|                                          | 1950                    | Cinderella                                 | Cinderela                           | Cinderela                         |
|                                          | 1950                    | Treasure Island                            | O Tesouro e os Piratas              | A Ilha do Tesouro                 |
|                                          | 1951                    | Alice in Wonderland                        | Alice no País das Maravilhas        | Alice no País das Maravilhas      |
|                                          | 1952                    | The Story of Robin Hood and His Merrie Men | Robin dos Bosques, o Justiceiro     | Robin Hood, o Justiceiro          |
|                                          | 1953                    | Peter Pan                                  | As Aventuras de Peter Pan           | Peter Pan                         |
|                                          | 1953                    | The Sword and the Rose                     | A Espada e a Rosa                   | Entre a Espada e a Rosa           |
|                                          | 1953                    | The Living Desert                          | O Deserto Maravilhoso               | O Deserto Vivo                    |
|                                          | 1954                    | Rob Roy, the Highland Rogue                | Rob Roy, O Grande Rebelde           | O Grande Rebelde                  |
|                                          | 1954                    | The Vanishing Prairie                      | Planície Imensa                     | A Planície Imensa                 |
|                                          | 1954                    | 20,000 Leagues Under the Sea               | 20.000 Léguas Submarinas            | 20.000 Léguas Submarinas          |
|                                          | 1955                    | Lady and the Tramp                         | A Dama e o Vagabundo                | A Dama e o Vagabundo              |
|                                          | 1955                    | The African Lion                           | O Leão Africano                     | O Leão Africano                   |
|                                          | 1955                    | The Littlest Outlaw                        | Dedicação                           | O Indomável Vagabundo             |
| Davy Crockett: King of the Wild Frontier | 1955                    | Davy Crockett, o Invencível                | Davy Crockett, o Rei das Fronteiras |                                   |
|                                          | 1956                    | The Great Locomotive Chase                 | Perseguição Infernal                | Têmpera de Bravos                 |
| Secrets of Life                          | 1956                    | Segredos da Vida                           | Segredos da Vida                    |                                   |
|                                          | 1956                    | Davy Crockett and the River Pirates        | Davy Crockett e os Piratas          | Davy Crockett e os Piratas do Rio |
| Westward Ho, The Wagons!                 | 1956                    |                                            | A Odisseia do Oeste                 |                                   |
| 1957                                     | Johnny Tremain          |                                            | Audácia de um Rebelde               |                                   |
| 1957                                     |                         | Perri                                      | Perri                               | No Coração da Floresta            |
| 1957                                     |                         | Old Yeller                                 | O Rapaz e o Cão                     | O Meu Melhor Companheiro          |
| 1958                                     | The Light in the Forest | Uma Luz na Floresta                        | O Tratado dos Moicanos              |                                   |
| 1958                                     |                         | White Wilderness                           | Inferno Branco                      | O Ártico Selvagem                 |
| 1958                                     |                         | Tonka                                      |                                     | Tonka e o Bravo Comanche          |
|                                          | 1959                    | Sleeping Beauty                            | A Bela Adormecida                   | A Bela Adormecida                 |
|                                          | 1959                    | Darby O'Gill and the Little People         | O Senhor da Terra                   | A Lenda dos Anões Mágicos         |
| The Shaggy Dog                           | 1959                    |                                            | Felpudo, o Cão Feiticeiro           |                                   |
| The Big Fisherman                        | 1959                    | Pedro, o Pescador                          | O Pescador da Galileia              |                                   |
| Third Man on the Mountain                | 1959                    | O 3º Homem sobre a Montanha                | O Terceiro Homem na Montanha        |                                   |

## Década de 1960
| Ano de Lançamento                 | Ano de Lançamento                               | Título original                        | Título em Portugal                    | Título no Brasil            |
| --------------------------------- | ----------------------------------------------- | -------------------------------------- | ------------------------------------- | --------------------------- |
|                                   | 1960                                            | Jungle Cat                             | O Gato da Floresta                    | O Gato da Floresta          |
|                                   | 1960                                            | Toby Tyler or 10 Weeks with a Circus   | O Garoto do Circo                     | O Mundo Fabuloso do Circo   |
| Kidnapped                         | 1960                                            | Raptados                               | A Espada de um Bravo                  |                             |
| Pollyanna                         | 1960                                            | Pollyanna                              | Pollyanna                             |                             |
| The Sign of Zorro                 | 1960                                            | O Sinal de Zorro                       | O Signo do Zorro                      |                             |
| Ten Who Dared                     | 1960                                            |                                        | Os Dez Ousados                        |                             |
| Swiss Family Robinson             | 1960                                            | A Família Robinson                     | A Cidadela dos Robinson               |                             |
|                                   | 1961                                            | One Hundred and One Dalmatians         | Os 101 Dálmatas                       | 101 Dálmatas                |
|                                   | 1961                                            | The Absent-Minded Professor            | O Professor Distraído                 | O Fantástico Super-Homem    |
| The Parent Trap                   | 1961                                            | As Duas Gémeas                         | Operação Cupido                       |                             |
| Nikki, Wild Dog of the North      | 1961                                            | Nikki, O Cão Selvagem                  | Nikki, O Cão Selvagem do Norte        |                             |
| Greyfriars Bobby                  | 1961                                            | Greyfriars Bobby                       | Meu Leal Companheiro                  |                             |
| Babes in Toyland                  | 1961                                            | No Reino das Maravilhas                | O Mundo Encantado dos Brinquedos      |                             |
| 1962                              | Moon Pilot                                      | Não Fumar, Não Beber... Nem Beijar     | O Incrível Homem do Espaço            |                             |
| 1962                              | Bon Voyage!                                     | Viagem a Paris                         | Bon-Voyage, Enfim Paris               |                             |
| 1962                              | Big Red                                         | O Meu Camarada                         | Astúcia de um Rebelde                 |                             |
| 1962                              | Almost Angels                                   | Quase Anjos                            | Viena dos Meus Sonhos                 |                             |
| 1962                              | The Legend of Lobo                              |                                        | A Montanha do Lobo Solitário          |                             |
| 1962                              | In Search of the Castaways                      | Os Filhos do Capitão Grant             | As Grandes Aventuras do Capitão Grant |                             |
| 1963                              | Son of Flubber                                  | As Descobertas do Sr. Professor        | O Fabuloso Criador de Encrencas       |                             |
| 1963                              | Miracle of the White Stallions                  | O Esquadrão Branco                     | Ao Passar do Vendaval                 |                             |
| 1963                              | Savage Sam                                      | Rebelde Até ao Fim                     | Na Trilha dos Apaches                 |                             |
| 1963                              | Summer Magic                                    | Verão Mágico                           | Doce Verão dos Meus Sonhos            |                             |
| 1963                              | The Incredible Journey                          | A Incrível Jornada                     | A Incrível Jornada                    |                             |
| 1963                              |                                                 | The Sword in the Stone                 | A Espada Era a Lei                    | A Espada Era a Lei          |
|                                   | 1964                                            | A Tiger Walks                          | O Passo do Tigre                      | Um Tigre Caminha Pela Noite |
| The Misadventures of Merlin Jones | 1964                                            | As Desventuras de Merlin Jones         | As Desventuras de Merlin Jones        |                             |
| The Three Lives of Thomasina      | 1964                                            |                                        | Um Grande Amor Nunca Morre            |                             |
| The Moon-Spinners                 | 1964                                            | Uma Aventura em Creta                  | O Segredo das Esmeraldas Negras       |                             |
| Mary Poppins                      | 1964                                            | Mary Poppins                           | Mary Poppins                          |                             |
| Emil and the Detectives           | 1964                                            |                                        | Em Busca da Aventura                  |                             |
| 1965                              | Those Calloways                                 | Os Calloways                           | Somente os Fracos se Rendem           |                             |
| 1965                              | The Monkey's Uncle                              |                                        | O Maravilhoso Homem que Voou          |                             |
| 1965                              | That Darn Cat                                   | O Espião Silencioso                    | Aquele Gato Danado                    |                             |
| 1966                              | The Ugly Dachshund                              | Um Bastardo na Alta Roda               | Um Amor de Companheiro                |                             |
| 1966                              | Lt. Robin Crusoe, USN                           | As Aventuras de Robin Crusoe           | Tenente Robin Crusoé, da Marinha      |                             |
| 1966                              | Follow Me, Boys!                                | Gente Nova                             | Nunca é Tarde para Amar               |                             |
| 1966                              | The Fighting Prince of Donegal                  | O Príncipe Guerreiro                   | O Valente Príncipe de Donegal         |                             |
| 1967                              | Monkeys, Go Home!                               | A Francesa e o Americano               | Este Mundo é um Circo                 |                             |
| 1967                              | The Adventures of Bullwhip Griffin              | Um Mordomo no Far-West                 | Califórnia, Terra do Ouro             |                             |
| 1967                              | Mosby's Marauders                               |                                        |                                       |                             |
| 1967                              | The Gnome-Mobile                                | Os Pequenos Homens da Floresta         | Eu Acredito em Gnomos                 |                             |
| 1967                              |                                                 | The Jungle Book                        | O Livro da Selva                      | Mogli - O Menino Lobo       |
| 1967                              | Charlie, the Lonesome Cougar                    |                                        |                                       |                             |
| 1967                              | The Happiest Millionaire                        | O Milionário Mais Feliz                | Quando o Coração Não Envelhece        |                             |
| 1968                              | Blackbeard's Ghost                              | O Fantasma de Barba Negra              | O Fantasma do Barba Negra             |                             |
| 1968                              | The One and Only, Genuine, Original Family Band |                                        | A Banda da Família Bower              |                             |
| 1968                              | Never a Dull Moment                             | Como Roubar Milhões... Sem Fazer Força | Como Roubar Milhões Sem Fazer Força   |                             |
| 1968                              | The Horse in the Gray Flannel Suit              |                                        | A Sorte tem Quatro Patas              |                             |
| 1968                              | The Love Bug                                    | Se o Meu Carro Falasse                 | Se Meu Fusca Falasse                  |                             |
| 1969                              | Smith!                                          |                                        | A Esperança dos Índios                |                             |
| 1969                              | Rascal                                          | Rascal                                 | Rascal                                |                             |
| 1969                              | Hang Your Hat on the Wind                       |                                        |                                       |                             |
| 1969                              | The Computer Wore Tennis Shoes                  | O Computador de Sapatos de Ténis       | O Computador de Tênis                 |                             |

## Década de 1970
| Ano de Lançamento            | Ano de Lançamento                   | Título original                        | Título em Portugal                           | Título no Brasil                    |
| ---------------------------- | ----------------------------------- | -------------------------------------- | -------------------------------------------- | ----------------------------------- |
|                              | 1970                                | King of the Grizzlies                  | O Rei dos Ursos Pardos                       | O Gigantesco Rei das Florestas      |
| The Boatniks                 | 1970                                |                                        | S.O.S: Gatunos ao Mar!                       |                                     |
|                              | 1970                                | The Aristocats                         | Os Aristogatos                               | Aristogatas                         |
|                              | 1970                                | The Wild Country                       | Terra Selvagem                               | A Vida é um Desafio                 |
| 1971                         | Bedknobs and Broomsticks            | Se a Minha Cama Voasse                 | Se Minha Cama Voasse                         |                                     |
| 1971                         | Scandalous John                     |                                        | John Escandaloso                             |                                     |
| 1971                         | The Barefoot Executive              |                                        | Dinheiro, Poder e Bananas                    |                                     |
| 1971                         | The Million Dollar Duck             | A Pata dos Ovos de Ouro                | A Pata de um Milhão de Dólares               |                                     |
| 1972                         | The Biscuit Eater                   | The Biscuit Eater                      | O Comedor de Biscoitos                       |                                     |
| 1972                         | Napoleon and Samantha               | Napoleão e Samantha                    | Napoleão e Samantha                          |                                     |
| 1972                         | Run, Cougar, Run                    |                                        | Fuja, Puma, Fuja                             |                                     |
| 1972                         | Now You See Him, Now You Don't      | Nem Visto Nem Achado                   | Os Invencíveis Invisíveis                    |                                     |
|                              | 1973                                | Robin Hood                             | Robin dos Bosques                            | Robin Hood                          |
|                              | 1973                                | Snowball Express                       | O Hotel da Barafunda                         | Folias na Neve                      |
| Superdad                     | 1973                                |                                        | Super Pai                                    |                                     |
| The World's Greatest Athlete | 1973                                | Nanu, O Filho da Selva                 | O Maior Atleta do Mundo                      |                                     |
| Charley and the Angel        | 1973                                |                                        | Um Anjo da Guarda Muito Especial             |                                     |
| One Little Indian            | 1973                                |                                        | O Pequeno Índio                              |                                     |
| 1974                         | Herbie Rides Again                  | Herbie, Um Carocha dos Diabos          | As Novas Aventuras do Fusca                  |                                     |
| 1974                         | The Bears and I                     |                                        | Os Ursos e Eu                                |                                     |
| 1974                         | The Castaway Cowboy                 | Um Cowboy na Água                      | Um Cowboy no Havaí                           |                                     |
| 1974                         | The Island at the Top of the World  | Uma Ilha no Tecto do Mundo             | A Ilha do Topo do Mundo                      |                                     |
| 1975                         | The Strongest Man in the World      | O Homem Mais Forte do Mundo            | O Homem Mais Forte do Mundo                  |                                     |
| 1975                         | Escape to Witch Mountain            | Fuga para a Montanha Mágica            | A Montanha Enfeitiçada                       |                                     |
| 1975                         | The Apple Dumpling Gang             |                                        | A Gangue da Tortinha de Maçã                 |                                     |
| 1975                         | One of Our Dinosaurs Is Missing     | Falta um Dinossauro                    | Está Faltando um de Nossos Dinossauros       |                                     |
| 1976                         | Freaky Friday                       | As Aventuras de Anabbel                | Se Eu Fosse a Minha Mãe                      |                                     |
| 1976                         | Treasure of Matecumbe               | O Tesouro de Matecumbe                 | O Tesouro de Matecumbe                       |                                     |
| 1976                         | Gus                                 | Gus - A Mascote                        | Gus, uma Mula Fora de Série                  |                                     |
| 1976                         | No Deposit, No Return               | As Aventuras de Dois Jovens            | Garotos Travessos                            |                                     |
| 1976                         | Ride a Wild Pony                    |                                        | O Pônei Selvagem                             |                                     |
| 1976                         | The Shaggy D.A.                     | Um Estranho Advogado                   | Felpudo, o Cão Promotor                      |                                     |
| 1977                         | The Littlest Horse Thieves          | Os Jovens Ladrões de Cavalos           | O Pequeno Ladrão de Cavalos                  |                                     |
| 1977                         |                                     | The Many Adventures of Winnie the Pooh | As Extra-Aventuras de Winnie the Pooh        | As Muitas Aventuras do Ursinho Pooh |
| 1977                         | The Rescuers                        | As Aventuras de Bernardo e Bianca      | Bernardo e Bianca                            |                                     |
| 1977                         |                                     | Pete's Dragon                          | Meu Amigo o Dragão                           | Meu Amigo Dragão                    |
| 1977                         | Herbie Goes to Monte Carlo          | Herbie no Rally de Monte Carlo         | O Fusca Enamorado                            |                                     |
| 1977                         | Candleshoe                          | O Tesouro do Castelo                   | Candleshoe: O Segredo da Mansão              |                                     |
| 1978                         | Hot Lead and Cold Feet              |                                        | Chumbo Quente e Pé Frio                      |                                     |
| 1978                         | Return from Witch Mountain          | O Regresso da Montanha Mágica          | Perigo na Montanha Enfeitiçada               |                                     |
| 1978                         | The Cat From Outer Space            | O Gato do Espaço                       | O Gato que Veio do Espaço                    |                                     |
| 1979                         | Unidentified Flying Oddball         | Um Astronauta na Corte do Rei Artur    | Um Astronauta na Corte do Rei Artur          |                                     |
| 1979                         | Take Down                           |                                        | Um Treinador Destreinado                     |                                     |
| 1979                         | The Apple Dumpling Gang Rides Again | Os Mais Ferozes do Oeste               | A Gangue da Tortinha de Maçã Ataca Novamente |                                     |
| 1979                         | The Black Hole                      | Abismo Negro                           | O Buraco Negro                               |                                     |
| 1979                         | The North Avenue Irregulars         | As Malucas da Avenida                  | As Malucas da Avenida                        |                                     |
| 1979                         | The Muppet Movie                    | As Aventuras dos Marretas              | Muppets - O Filme                            |                                     |

## Década de 1980
| Ano de Lançamento                | Ano de Lançamento               | Título original                  | Título em Portugal                            | Título no Brasil                               | Co-Produção Com                                          |
| -------------------------------- | ------------------------------- | -------------------------------- | --------------------------------------------- | ---------------------------------------------- | -------------------------------------------------------- |
|                                  | 1980                            | The Watcher in the Woods         |                                               | Mistério no Bosque                             | Walt Disney Pictures                                     |
| Herbie Goes Bananas              | 1980                            | As Novas Diabruras do Fusca      | A Última Cruzada do Fusca                     |                                                | Walt Disney Pictures                                     |
| The Last Flight of Noah's Ark    | 1980                            | A Última Viagem da Arca de Noé   | A Última Viagem da Arca de Noé                |                                                | Walt Disney Pictures                                     |
| Midnight Madness                 | 1980                            |                                  | Loucuras em Plena Madrugada                   |                                                | Walt Disney Pictures                                     |
| Popeye                           | 1980                            | O Marinheiro Popeye: O Filme     | Popeye                                        | Paramount Pictures/Walt Disney Pictures        |                                                          |
| 1981                             | Amy                             |                                  | Amy - Uma Vida Pelas Crianças                 | Walt Disney Pictures                           |                                                          |
| 1981                             | Condorman                       | Condorman                        | Condorman - O Homem Pássaro                   | Walt Disney Pictures                           |                                                          |
| 1981                             | The Devil and Max Devlin        |                                  | Max Devlin e o Diabo                          | Walt Disney Pictures                           |                                                          |
| 1981                             | The Great Muppet Caper          | Os Marretas Contra-Atacam        | A Grande Farra dos Muppets                    | Universal Pictures/Walt Disney Pictures        |                                                          |
| 1981                             |                                 | The Fox and the Hound            | Papuça e Dentuça                              | O Cão e a Raposa                               | Walt Disney Animation Studios                            |
| 1981                             |                                 | Night Crossing                   |                                               | Dramática Travessia                            | Walt Disney Pictures/Bavaria Film                        |
| 1981                             | Dragonslayer                    | O Dragão do Lago de Fogo         | O Dragão e o Feiticeiro                       | Paramount Pictures/Walt Disney Pictures        |                                                          |
| 1982                             | Tron                            | Tron                             | Tron - Uma Odisseia Eletrônica                | Walt Disney Pictures                           |                                                          |
| 1982                             | Tex                             |                                  | Tex - Um Retrato da Juventude                 | Walt Disney Pictures                           |                                                          |
| 1983                             | Never Cry Wolf                  | Os Lobos Não Choram              | Os Lobos Nunca Choram                         | Walt Disney Pictures/Amarok Productions Ltd.   |                                                          |
| 1983                             | Trenchcoat                      | Morrer em Malta                  | Se Viver, Mande um Postal                     | Walt Disney Pictures                           |                                                          |
| 1983                             | Something Wicked This Way Comes |                                  | No Templo das Tentações                       | Walt Disney Pictures/Bryna Productions         |                                                          |
| 1983                             |                                 | Tiger Town                       |                                               | A Força da Esperança                           | Disney Channel Premiere Films                            |
| 1984                             | Gone Are the Dayes              |                                  |                                               |                                                | Disney Channel Premiere Films                            |
| 1984                             | Love Leads the Way              |                                  | O Amor Mostra o Caminho                       |                                                | Disney Channel Premiere Films                            |
| 1984                             |                                 | Splash                           | Splash: A Sereia                              | Splash: Uma Sereia em Minha Vida               | Touchstone Pictures                                      |
| 1984                             | Country                         | Minha Terra Querida              | Minha Terra, Minha Vida                       |                                                | Touchstone Pictures                                      |
|                                  | 1985                            | The Black Cauldron               | Taran e o Caldeirão Mágico                    | O Caldeirão Mágico                             | Silver Screen Partners II                                |
|                                  | 1985                            | Return to Oz                     | O Mundo Fantástico de Oz                      | O Mundo Fantástico de Oz                       | Silver Screen Partners II                                |
| The Journey of Natty Gann        | 1985                            | Viagem Clandestina               | Viagem Clandestina                            |                                                | Silver Screen Partners II                                |
| One Magic Christmas              | 1985                            | Natal Mágico                     | Um Natal Mágico                               |                                                | Silver Screen Partners II                                |
|                                  | 1985                            | Lots of Luck                     |                                               |                                                | Disney Channel Premiere Films                            |
| The Undergrads                   | 1985                            |                                  | Vovô Adolescente                              |                                                | Disney Channel Premiere Films                            |
| Black Arrow                      | 1985                            |                                  |                                               |                                                | Disney Channel Premiere Films                            |
| The Blue Yonder                  | 1985                            |                                  | Além do Azul do Céu                           |                                                | Disney Channel Premiere Films                            |
|                                  | 1985                            | Baby: Secret of the Lost Legend  | Baby - O Segredo da Floresta Perdida          | Baby, O Segredo da Lenda Perdida               | Touchstone Pictures                                      |
| My Science Project               | 1985                            | Projecto Científico              | A Máquina do Outro Mundo                      |                                                | Touchstone Pictures                                      |
|                                  | 1986                            | The Great Mouse Detective        | Rato Basílio - O Grande Mestre dos Detectives | As Peripécias do Ratinho Detetive              | Silver Screen Partners II/Walt Disney Feature Animation  |
|                                  | 1986                            | Flight of the Navigator          | O Voo do Navegante                            | O Navegador do Espaço                          | Producers Sales Organization/Walt Disney Pictures        |
|                                  | 1986                            | The Parent Trap II               |                                               | Operação Cupido II                             | Disney Channel Premiere Films                            |
| Spot Marks the X                 | 1986                            |                                  | Onde Está o Tesouro?                          |                                                | Disney Channel Premiere Films                            |
| Down the Long Hills              | 1986                            |                                  | Perdidos na Montanha Selvagem                 |                                                | Disney Channel Premiere Films                            |
|                                  | 1986                            | Down and Out in Beverly Hills    | Um Vagabundo na Alta Roda                     | Um Vagabundo na Alta Roda                      | Touchstone Pictures                                      |
| Off Beat                         | 1986                            | Loucuras de Polícia              | Policial Por Acaso                            |                                                | Touchstone Pictures                                      |
| Ruthless People                  | 1986                            | Por Favor, Matem a Minha Mulher  | Por Favor, Matem Minha Mulher                 |                                                | Touchstone Pictures                                      |
| Tough Guys                       | 1986                            | Os Duros                         | Os Últimos Durões                             |                                                | Touchstone Pictures                                      |
| The Color of Money               | 1986                            | A Cor do Dinheiro                | A Cor do Dinheiro                             |                                                | Touchstone Pictures                                      |
|                                  | 1987                            | The Brave Little Toaster         | A Aventura na Cidade da Luz                   | A Pequena Torradeira Valente                   | Hyperion Pictures/Walt Disney Pictures                   |
|                                  | 1987                            | Benji the Hunted                 | Os Quatro Cachorrinhos                        | Benji - Um Cão Desafia a Selva                 | Silver Screen Partners III/Walt Disney Pictures          |
|                                  | 1987                            | Strange Companions               |                                               |                                                | Disney Channel Premiere Films                            |
| Not Quite Human                  | 1987                            |                                  | Adorável Andróide                             |                                                | Disney Channel Premiere Films                            |
| The Christmas Visitor            | 1987                            |                                  |                                               |                                                | Disney Channel Premiere Films                            |
|                                  | 1987                            | Outrageous Fortune               | Que Sorte Danada                              | Que Sorte Danada!                              | Touchstone Pictures                                      |
| Tin Men                          | 1987                            | Caixeiros Viajantes              | Os Rivais                                     |                                                | Touchstone Pictures                                      |
| Ernest Goes to Camp              | 1987                            | Barafunda no Acampamento         | A Trilha do Bravo                             |                                                | Touchstone Pictures                                      |
| Adventures in Babysitting        | 1987                            | Aventuras Fora de Horas          | Uma Noite de Aventuras                        |                                                | Touchstone Pictures                                      |
| Stakeout                         | 1987                            | Debaixo do Olho                  | Tocaia                                        |                                                | Touchstone Pictures                                      |
| Can't Buy Me Love                | 1987                            | Namorada Aluga-se                | Namorada de Aluguel                           |                                                | Touchstone Pictures                                      |
| Hello Again                      | 1987                            | A Esposa Surpresa                | Está Sobrando uma Mulher                      |                                                | Touchstone Pictures                                      |
| Three Men and a Baby             | 1987                            | Três Homens e um Bebé            | Três Solteirões e um Bebê                     | Touchstone Pictures/Silver Screen Partners III |                                                          |
| Good Morning, Vietnam            | 1987                            | Bom Dia, Vietname                | Bom Dia, Vietnã                               | Touchstone Pictures                            |                                                          |
|                                  | 1988                            | The Man from Snowy River II      | Coração Indomável                             | Herança de um Valente II                       | Silver Screen Partners III/Walt Disney Pictures          |
|                                  | 1988                            | Shoot to Kill                    | Atirar a Matar                                | Atirando para Matar                            | Touchstone Pictures                                      |
| D.O.A.                           | 1988                            | Morto à Chegada                  | Morto ao Chegar                               |                                                | Touchstone Pictures                                      |
| Big Business                     | 1988                            | Cuidado com as Gémeas            | Cuidado com as Gêmeas                         |                                                | Touchstone Pictures                                      |
| Who Framed Roger Rabbit          | 1988                            | Quem Tramou Roger Rabbit?        | Uma Cilada para Roger Rabbit                  | Touchstone Pictures/Amblin Entertainment       |                                                          |
|                                  | 1988                            | Save the Dog!                    |                                               | Loucuras Por Dinheiro                          | Disney Channel Premiere Films                            |
| The Night Train to Kathmandu     | 1988                            |                                  | Expresso Para Katmandu                        |                                                | Disney Channel Premiere Films                            |
| Ollie Hopnoodle's Haven of Bliss | 1988                            |                                  |                                               |                                                | Disney Channel Premiere Films                            |
| A Friendship in Vienna           | 1988                            |                                  |                                               |                                                | Disney Channel Premiere Films                            |
| Good Old Boy: A Delta Boyhood    | 1988                            |                                  | Uma Infância no Tempo                         |                                                | Disney Channel Premiere Films                            |
| Goodbye, Miss 4th of July        | 1988                            |                                  | Adeus à Liberdade                             |                                                | Disney Channel Premiere Films                            |
|                                  | 1988                            | Cocktail                         | Cocktail                                      | Cocktail                                       | Touchstone Pictures/Silver Screen Partners III           |
| The Rescue                       | 1988                            | Fuga Sangrenta                   | O Resgate                                     | Touchstone Pictures                            |                                                          |
| Heartbreak Hotel                 | 1988                            |                                  | Uma Noite com o Rei do Rock                   | Touchstone Pictures                            |                                                          |
| The Good Mother                  | 1988                            | O Preço da Paixão                | O Preço da Paixão                             | Touchstone Pictures                            |                                                          |
| Ernest Saves Christmas           | 1988                            | O Natal de Ernesto               | O Natal Maluco de Ernest                      | Touchstone Pictures                            |                                                          |
| Beaches                          | 1988                            | Eternamente Amigas               | Amigas para Sempre                            | Touchstone Pictures                            |                                                          |
|                                  | 1988                            | Oliver & Company                 | Oliver e seus Companheiros                    | Oliver e sua Turma                             | Silver Screen Partners III/Walt Disney Feature Animation |
|                                  | 1989                            | Honey, I Shrunk the Kids         | Querida, Eu Encolhi os Miúdos                 | Querida, Encolhi as Crianças                   | Silver Screen Partners III                               |
|                                  | 1989                            | Dead Poets Society               | O Clube dos Poetas Mortos                     | A Sociedade dos Poetas Mortos                  | Touchstone Pictures                                      |
|                                  | 1989                            | Cheetah                          | Chita                                         | Cheetah - Uma Aventura na África               | Silver Screen Partners III/Walt Disney Pictures          |
|                                  | 1989                            | The Little Mermaid               | A Pequena Sereia                              | A Pequena Sereia                               | Silver Screen Partners IV/Walt Disney Feature Animation  |
|                                  | 1989                            | Danny, the Champion of the World |                                               | Danny - O Herói de Seu Pai                     | Disney Channel Premiere Films                            |
| Looking for Miracles             | 1989                            |                                  |                                               |                                                | Disney Channel Premiere Films                            |
| Not Quite Human II               | 1989                            |                                  | Uma Paixão Eletrônica                         |                                                | Disney Channel Premiere Films                            |
| Spooner                          | 1989                            |                                  |                                               |                                                | Disney Channel Premiere Films                            |

## Década de 1990
| Ano de Lançamento                     | Ano de Lançamento                             | Título original                                          | Título em Portugal                               | Título no Brasil                                        | Co-Produção Com                                         |
| ------------------------------------- | --------------------------------------------- | -------------------------------------------------------- | ------------------------------------------------ | ------------------------------------------------------- | ------------------------------------------------------- |
|                                       | 1990                                          | DuckTales the Movie: Treasure of the Lost Lamp           | DuckTales - O Tesouro da Lâmpada Perdida         | DuckTales: O Filme - O Tesouro da Lâmpada Perdida       | DisneyToon Studios                                      |
| The Rescuers Down Under               | 1990                                          | Bernardo e Bianca na Cangurulândia                       | Bernardo e Bianca na Terra dos Cangurus          | Silver Screen Partners IV/Walt Disney Feature Animation |                                                         |
|                                       | 1990                                          | Pretty Woman                                             | Um Sonho de Mulher                               | Uma Linda Mulher                                        | Touchstone Pictures/Silver Screen Partners IV           |
|                                       | 1991                                          | White Fang                                               | Presas Brancas                                   | Caninos Brancos                                         | Silver Screen Partners IV/Walt Disney Pictures          |
| Shipwrecked                           | 1991                                          |                                                          | Náufragos em Luta                                | Walt Disney Pictures                                    |                                                         |
| Wild Hearts Can't Be Broken           | 1991                                          | Corações Selvagens não se Prendem                        | Mergulho em uma Paixão                           | Silver Screen Partners IV/Walt Disney Pictures          |                                                         |
| The Rocketeer                         | 1991                                          | As Aventuras de Rocketeer                                | The Rocketeer                                    | Silver Screen Partners IV/Walt Disney Pictures          |                                                         |
|                                       | 1991                                          | Beauty and the Beast                                     | A Bela e o Monstro                               | A Bela e a Fera                                         | Silver Screen Partners IV/Walt Disney Feature Animation |
|                                       | 1992                                          | Newsies                                                  | A Luta dos Ardinas                               | Extra! Extra!                                           | Walt Disney Pictures/Touchwood Pacific Partners 1       |
| Honey, I Blew Up the Kid              | 1992                                          | Querida, Ampliei o Miúdo                                 | Querida, Estiquei o Bebê                         |                                                         | Walt Disney Pictures/Touchwood Pacific Partners 1       |
|                                       | 1992                                          | Aladdin                                                  | Aladdin                                          | Aladdin                                                 | Walt Disney Feature Animation                           |
|                                       | 1992                                          | The Mighty Ducks                                         | A Hora dos Campeões                              | Nós Somos os Campeões                                   | Avnet-Kerner Productions/Walt Disney Pictures           |
|                                       | 1992                                          | Sister Act                                               | Do Cabaré Para o Convento                        | Mudança de Hábito                                       | Touchstone Pictures/Touchwood Pacific Partners I        |
|                                       | 1992                                          | The Muppet Christmas Carol                               | O Conto de Natal dos Marretas                    | O Conto de Natal dos Muppets                            | Jim Henson Productions                                  |
| 1993                                  | Homeward Bound: The Incredible Journey        | Regresso a Casa                                          | A Incrível Jornada                               | Walt Disney Pictures/Touchwood Pacific Partners 1       |                                                         |
| 1993                                  | The Three Musketeers                          | Os Três Mosqueteiros                                     | Os Três Mosqueteiros                             | Caravan Pictures/Walt Disney Pictures                   |                                                         |
| 1993                                  | Cool Runnings                                 | Jamaica Abaixo de Zero                                   | Jamaica Abaixo de Zero                           | Walt Disney Pictures                                    |                                                         |
| 1993                                  | A Far Off Place                               | Perdidos em África                                       | Viagem ao Grande Deserto                         | Amblin Entertainment/Walt Disney Pictures               |                                                         |
| 1993                                  | The Adventures of Huck Finn                   | As Aventuras de Huck Finn                                | As Aventuras de Huck Finn                        | Walt Disney Pictures/Touchwood Pacific Partners 1       |                                                         |
| 1993                                  |                                               | The Nightmare Before Christmas                           | O Estranho Mundo de Jack                         | O Estranho Mundo de Jack                                | Tim Burton Animation Co./Walt Disney Pictures           |
| 1993                                  |                                               | Hocus Pocus                                              | Três Bruxas Loucas                               | Abracadabra                                             | Walt Disney Pictures/Touchwood Pacific Partners 1       |
| 1994                                  | Iron Will                                     | Vontade de Ferro                                         | Iron Will - O Grande Desafio                     | Walt Disney Pictures                                    |                                                         |
| 1994                                  |                                               | The Return of Jafar                                      | O Regresso de Jafar                              | O Retorno de Jafar                                      | DisneyToon Studios                                      |
| 1994                                  |                                               | Blank Check                                              | Cheque em Branco                                 | Cheque em Branco                                        | Walt Disney Pictures                                    |
| 1994                                  | D2: The Mighty Ducks                          | A Hora dos Campeões 2                                    | Nós Somos os Campeões 2                          | Avnet-Kerner Productions/Walt Disney Pictures           |                                                         |
| 1994                                  | White Fang 2: Myth of the White Wolf          | Presas Brancas - A Lenda do Lobo Branco                  | Caninos Brancos 2 - A Lenda do Lobo Branco       | Walt Disney Pictures                                    |                                                         |
| 1994                                  |                                               | The Lion King                                            | O Rei Leão                                       | O Rei Leão                                              | Walt Disney Feature Animation                           |
| 1994                                  |                                               | Angels in the Outfield                                   | Anjos em Campo                                   | Os Anjos Entram em Campo                                | Caravan Pictures                                        |
| 1994                                  | Squanto: A Warrior's Tale                     | Squanto - O Guerreiro                                    | O Último Grande Guerreiro                        | Walt Disney Pictures                                    |                                                         |
| 1994                                  | The Santa Clause                              | Santa Cláusula                                           | Meu Papai é Noel                                 | Walt Disney Pictures/Hollywood Pictures                 |                                                         |
| 1994                                  |                                               | Rudyard Kipling's The Jungle Book                        | A Lenda do Livro da Selva                        | O Livro da Selva                                        | The Wrightwood Group                                    |
|                                       | 1995                                          | Heavyweights                                             | Pesos Pesados                                    | Pesos Pesados                                           | Caravan Pictures/Walt Disney Pictures                   |
|                                       | 1995                                          | A Goofy Movie                                            | Pateta - O Filme                                 | Pateta - O Filme                                        | DisneyToon Studios                                      |
| Aladdin and the King of Thieves       | 1995                                          | Aladdin e o Rei dos Ladrões                              | Aladdin e os 40 Ladrões                          |                                                         | DisneyToon Studios                                      |
| Pocahontas                            | 1995                                          | Pocahontas                                               | Pocahontas                                       | Walt Disney Feature Animation                           |                                                         |
|                                       | 1995                                          | Tall Tale: The Unbelievable Adventures of Pecos Bill     | Uma Aventura Inacreditável                       | Super-Heróis do Oeste                                   | Walt Disney Pictures/Caravan Pictures                   |
| Operation Dumbo Drop                  | 1995                                          | Operação Elefante                                        | Operação Dumbo                                   | PolyGram Filmed Entertainment/Walt Disney Pictures      |                                                         |
| A Kid in King Arthur's Court          | 1995                                          | Uma Viagem à Corte do Rei Artur                          | Um Garoto na Corte do Rei Arthur                 | Trimark Pictures/Walt Disney Pictures                   |                                                         |
| Man of the House                      | 1995                                          | Afinal Quem Manda Aqui?                                  | O Homem da Casa                                  | Walt Disney Pictures                                    |                                                         |
| The Big Green                         | 1995                                          | Equipa Para Vencer                                       | Pisando na Bola                                  | Caravan Pictures/Walt Disney Pictures                   |                                                         |
|                                       | 1995                                          | Frank and Ollie                                          |                                                  | Frank e Ollie                                           | Walt Disney Pictures                                    |
|                                       | 1995                                          | Toy Story                                                | Toy Story - Os Rivais                            | Toy Story                                               | Pixar Animation Studios                                 |
|                                       | 1995                                          | Tom and Huck                                             | As Aventuras de Tom e Huck                       | Tom e Huck - Em Busca do Grande Tesouro                 | Painted Fence Productions/Walt Disney Pictures          |
| 1996                                  | Muppet Treasure Island                        | Os Marretas na Ilha do Tesouro                           | Os Muppets na Ilha do Tesouro                    | Jim Henson Productions                                  |                                                         |
| 1996                                  | First Kid                                     | Guarda-Costas, Ama-Seca                                  | Enlouquecendo Meu Guarda-Costas                  | Caravan Pictures/Walt Disney Pictures                   |                                                         |
| 1996                                  | Homeward Bound II: Lost in San Francisco      | Regresso a Casa 2: Perdido em São Francisco              | A Incrível Jornada II: Perdidos em São Francisco | Walt Disney Pictures                                    |                                                         |
| 1996                                  | D3: The Mighty Ducks                          | Campeões Imparáveis                                      | Nós Somos os Campeões 3                          | Avnet-Kerner Productions/Walt Disney Pictures           |                                                         |
| 1996                                  | James and the Giant Peach                     | James e o Pêssego Gigante                                | James e o Pêssego Gigante                        | Allied Filmmakers/Walt Disney Pictures                  |                                                         |
| 1996                                  |                                               | The Hunchback of Notre Dame                              | O Corcunda de Notre Dame                         | O Corcunda de Notre Dame                                | Walt Disney Feature Animation                           |
| 1996                                  |                                               | 101 Dalmatians                                           | Os 101 Dálmatas - Desta Vez a Magia é Real       | 101 Dálmatas - O Filme                                  | Walt Disney Pictures/Wizzer Productions                 |
| 1997                                  | Jungle 2 Jungle                               | Jungle to Jungle                                         | Meu Filho das Selvas                             | TF1/Walt Disney Pictures                                |                                                         |
| 1997                                  |                                               | Face/Off                                                 | A Outra Face                                     | A Outra Face                                            | Touchstone Pictures/Paramount Pictures                  |
| 1997                                  |                                               | Hércules                                                 | Hércules                                         | Hércules                                                | Walt Disney Feature Animation                           |
| 1997                                  | Beauty and the Beast: The Enchanted Christmas | A Bela e o Monstro - O Natal Encantado                   | O Natal Encantado da Bela e a Fera               | DisneyToon Studios                                      |                                                         |
| 1997                                  |                                               | Con Air                                                  | Con Air: Fortaleza Voadora                       | Con Air: Rota de Fuga                                   | Touchstone Pictures/Jerry Buckheimer Films              |
| 1997                                  |                                               | George of the Jungle                                     | George - O Rei da Selva                          | George, o Rei da Floresta                               | Mandeville Films                                        |
| 1997                                  | Air Bud                                       | Air Bud                                                  | Bud - O Cão Amigo                                | Warner Bros                                             |                                                         |
| 1997                                  | Honey, We Shrunk Ourselves                    | Querida, Encolhemos!                                     | Querida, Encolhi a Gente!                        | Walt Disney Pictures                                    |                                                         |
| 1997                                  | Flubber                                       | Flubber - O Professor Distraído                          | Flubber - Uma Invenção Desmiolada                | John Hughes/Walt Disney Pictures                        |                                                         |
| 1997                                  | Mr. Magoo                                     | Mr. Magoo                                                | Mr. Magoo                                        | Walt Disney Pictures                                    |                                                         |
| 1997                                  | That Darn Cat                                 |                                                          | Aquele Gato Danado                               | Walt Disney Pictures/Robert Simons Productions          |                                                         |
| 1997                                  | RocketMan                                     | RocketMan - O Astro-Nabo                                 | Pirado no Espaço                                 | Caravan Pictures/Walt Disney Pictures                   |                                                         |
| 1997                                  |                                               | Northern Lights                                          | Aurora Boreal                                    | Aurora Boreal                                           | Disney Channel Original Movies                          |
| 1997                                  | Under Wraps                                   | Um Amor de Múmia                                         | Um Amor de Múmia                                 |                                                         | Disney Channel Original Movies                          |
| 1997                                  |                                               | Starship Troppers                                        | Soldados do Unierso                              | Tropas Estelares                                        | Touchstone Pictures/Tristar Pictures                    |
| 1997                                  |                                               | Pooh's Grand Adventure: The Search for Christopher Robin | A Maior Aventura de Winnie the Pooh              | A Maior Aventura do Ursinho Puff                        | Walt Disney Home Video                                  |
|                                       | 1998                                          | Ruby Bridges                                             |                                                  | A História de Ruby Bridges                              | Walt Disney Television/ABC                              |
|                                       | 1998                                          | The Lion King 2                                          | O Rei Leão 2                                     | O Rei Leão 2: O Reino de Simba                          | Walt Disney Feature Animation                           |
|                                       | 1998                                          | A Bug's Life                                             | Uma Vida de Insecto                              | Vida de Inseto                                          | Pixar Animation Studios                                 |
|                                       | 1998                                          | Meet the Deedles                                         | Não Façam Ondas                                  | Os Irmãos Id & Ota                                      | Walt Disney Pictures/Peak Productions                   |
| Mighty Joe Young                      | 1998                                          | O Grande Joe Young                                       | Poderoso Joe                                     | Walt Disney Pictures/RKO Pictures                       |                                                         |
|                                       | 1998                                          | Belle's Magical World                                    | O Mundo Mágico da Bela                           | O Mundo Mágico da Bela                                  | Walt Disney Home Video                                  |
|                                       | 1998                                          | Miracle at Midnight                                      |                                                  | Um Milagre à Meia-Noite                                 | Walt Disney Television/ABC                              |
|                                       | 1998                                          | The Jungle Book: Mowgli's Story                          |                                                  | O Livro da Selva: A História de Mogli                   | Walt Disney Pictures                                    |
| The Parent Trap                       | 1998                                          | Pai Para Mim… Mãe Para Ti                                | Operação Cupido                                  |                                                         | Walt Disney Pictures                                    |
| I'll Be Home for Christmas            | 1998                                          | I'll Be Home for Christmas                               | Natal em Família                                 | Mandeville Films/Walt Disney Pictures                   |                                                         |
|                                       | 1998                                          | You Lucky Dog                                            | Um Cão Cheio de Sorte                            | Minha Vida com Lucky                                    | Disney Channel Original Movies                          |
|                                       | 1998                                          | Mulan                                                    | Mulan                                            | Mulan                                                   | Walt Disney Feature Animation                           |
| Pocahontas 2                          | 1998                                          | Pocahontas 2                                             | Pocahontas 2 - Uma Jornada Para o Novo Mundo     |                                                         | Walt Disney Feature Animation                           |
| The Brave Little Toaster goes to Mars | 1998                                          |                                                          | A Torradeira Valente Vai à Marte                 | Hyperion Pictures/Walt Disney Home Video                |                                                         |
|                                       | 1998                                          | Brink!                                                   | Brink!                                           | Patinadores de Alma                                     | Disney Channel Original Movies                          |
| Halloweentown                         | 1998                                          | Halloweentown                                            | A Cidade do Halloween                            |                                                         | Disney Channel Original Movies                          |
|                                       | 1999                                          | My Favorite Martian                                      | O Meu Marciano Favorito                          | Meu Marciano Favorito                                   | Walt Disney Pictures                                    |
| The Straight Story                    | 1999                                          | Uma História Simples                                     | Uma História Real                                | FilmFour e StudioCanal/Walt Disney Pictures             |                                                         |
|                                       | 1999                                          | Doug's 1st Movie                                         | Doug - O Primeiro Filme                          | Doug - O Filme                                          | Jumbo Pictures                                          |
|                                       | 1999                                          | Inspector Gadget                                         | Inspector Gadget                                 | Inspetor Bugiganga                                      | Caravan Pictures                                        |
|                                       | 1999                                          | Toy Story 2                                              | Toy Story 2 - Em Busca de Woody                  | Toy Story 2                                             | Pixar Animation Studios                                 |
|                                       | 1999                                          | Annie                                                    |                                                  | Annie                                                   | Walt Disney Television/Columbia TriStar Television      |
|                                       | 1999                                          | 10 Things I Hate About You                               | 10 Coisas Que Eu Odeio em Ti                     | 10 Coisas Que Eu Odeio em Você                          | Touchstone Pictures                                     |
|                                       | 1999                                          | Tarzan                                                   | Tarzan                                           | Tarzan                                                  | Walt Disney Feature Animation                           |
| Fantasia 2000                         | 1999                                          | Fantasia 2000                                            | Fantasia 2000                                    |                                                         | Walt Disney Feature Animation                           |
| Mickey's Once Upon a Christmas        | 1999                                          | Mickey - Um Natal Mágico                                 | Aconteceu no Natal do Mickey                     | DisneyToon Studios                                      |                                                         |
|                                       | 1999                                          | Zenon: Girl of the 21st Century                          | Zenon: A Garota do Século 21                     | Zenon: A Garota do Século 21                            | Disney Channel Original Movies                          |
| Can of Worms                          | 1999                                          | Amiguinhos do Outro Mundo                                | A Caixa de Pandora                               |                                                         | Disney Channel Original Movies                          |
| The Thirteenth Year                   | 1999                                          | O Filho da Sereia                                        | O 13º Aniversário                                |                                                         | Disney Channel Original Movies                          |
| Smart House                           | 1999                                          | Uma Casa dos Diabos                                      | A Casa Inteligente                               |                                                         | Disney Channel Original Movies                          |
| Johnny Tsunami                        | 1999                                          | Johnny Tsunami: Na Crista da Onda                        | Johnny Tsunami: O Surfista da Neve               |                                                         | Disney Channel Original Movies                          |
| Genius                                | 1999                                          | O Pequeno Génio                                          | Gênio: Desafiando a Gravidade e o Amor           |                                                         | Disney Channel Original Movies                          |
| Don't Look Under the Bed              | 1999                                          | Meu Amigo Bicho-Papão                                    | Meu Amigo Bicho-Papão                            |                                                         | Disney Channel Original Movies                          |
| Horse Sense                           | 1999                                          | Um Cowboy de Beverly Hills                               | Um Jeito Especial com Cavalos                    |                                                         | Disney Channel Original Movies                          |
|                                       | 1999                                          | The Brave Little Toaster to the Rescue                   |                                                  | A Torradeira Valente Vai à Escola                       | Hyperion Pictures/Walt Disney Home Video                |
| Hercules: Zero to Hero                | 1999                                          |                                                          | Hércules: De Zero a Herói                        | Walt Disney Television Animation/Walt Disney Home Video |                                                         |
| Winnie the Pooh: Seasons of Giving    | 1999                                          |                                                          | Ursinho Pooh - É Tempo de Dividir                | Walt Disney Television Animation/Walt Disney Home Video |                                                         |

## Década de 2000
| Ano de Lançamento                        | Ano de Lançamento                            | Título original                                                | Título em Portugal                                                           | Título no Brasil                                             | Co-Produção Com                             |
| ---------------------------------------- | -------------------------------------------- | -------------------------------------------------------------- | ---------------------------------------------------------------------------- | ------------------------------------------------------------ | ------------------------------------------- |
|                                          | 2000                                         | An Extremely Goofy Movie                                       | Radicalmente Pateta                                                          | Pateta 2 - Radicalmente Pateta                               | Walt Disney Television Animation            |
|                                          | 2000                                         | Mission to Mars                                                | Missão a Marte                                                               | Missão: Marte                                                | Touchstone Pictures                         |
| High Fidelity                            | 2000                                         | Alta Fidelidade                                                | Alta Fidelidade                                                              |                                                              | Touchstone Pictures                         |
| Keeping the Faith                        | 2000                                         | Sedutora Tentação                                              | Tenha Fé                                                                     |                                                              | Touchstone Pictures                         |
| Shanghai Noon                            | 2000                                         |                                                                | Bater ou Correr                                                              |                                                              | Touchstone Pictures                         |
|                                          | 2000                                         | Gun Shy                                                        |                                                                              | Um Tira à Beira da Neurose                                   | Hollywood Pictures                          |
|                                          | 2000                                         | Coyote Ugly                                                    | Coyote Bar                                                                   | Show Bar                                                     | Touchstone Pictures                         |
| The Crew                                 | 2000                                         | O Regresso da Máfia                                            | Mafiosos em Apuros                                                           |                                                              | Touchstone Pictures                         |
| O Brother, Where Art Thou?               | 2000                                         | Irmão, Onde Estás?                                             | E Aí, Meu Irmão, Cadê Você?                                                  |                                                              | Touchstone Pictures                         |
|                                          | 2000                                         | The Tigger Movie                                               | As Aventuras do Tigre                                                        | Tigrão - O Filme                                             | DisneyToon Studios                          |
| Dinosaur                                 | 2000                                         | Dinossauro                                                     | Dinossauro                                                                   | Walt Disney Feature Animation                                |                                             |
|                                          | 2000                                         | Disney's The Kid                                               | Nunca é Tarde                                                                | Duas Vidas                                                   | Walt Disney Pictures                        |
|                                          | 2000                                         | Duets                                                          | Pares                                                                        | Duets: Vem Cantar Comigo                                     | Hollywood Pictures                          |
|                                          | 2000                                         | Remember the Titans                                            | Duelo de Titãs                                                               | Duelo de Titãs                                               | Jerry Bruckheimer Films                     |
|                                          | 2000                                         | Whispers: An Elephant's Tale                                   | Whispers, Um Pequeno Grande Herói                                            | O Elefantinho de Coração Valente                             | Walt Disney Pictures                        |
|                                          | 2000                                         | Gone in Sixty Seconds                                          | 60 Segundos                                                                  | 60 Segundos                                                  | Touchstone Pictures/Jerry Buckheimer Films  |
|                                          | 2000                                         | The Emperor's New Groove                                       | Pacha e o Imperador                                                          | A Nova Onda do Imperador                                     | Walt Disney Feature Animation               |
| The Little Mermaid II: Return to the Sea | 2000                                         | A Pequena Sereia 2 - Regresso ao Mar                           | A Pequena Sereia 2 - O Retorno para o Mar                                    |                                                              | Walt Disney Feature Animation               |
|                                          | 2000                                         | Life-Size                                                      |                                                                              | A Boneca Que Virou Gente                                     | Pacific Motion Pictures Corporation         |
| Up, Up and Away                          | 2000                                         | Subir, Subir e Voar                                            | Subir, Subir e Voar                                                          | Disney Channel Original Movies                               |                                             |
| The Color of Friendship                  | 2000                                         | A Cor da Amizade                                               | A Cor da Amizade                                                             | Disney Channel Original Movies                               |                                             |
| Alley Cats Strike                        | 2000                                         | A Turma do Boliche                                             | A Turma do Boliche                                                           | Disney Channel Original Movies                               |                                             |
| Rip Girls                                | 2000                                         | Raízes no Surf                                                 | Raízes no Surf                                                               | Disney Channel Original Movies                               |                                             |
| Miracle in Lane 2                        | 2000                                         | Milagre na Pista 2                                             | Milagre na Pista 2                                                           | Disney Channel Original Movies                               |                                             |
| Stepsister from Planet Weird             | 2000                                         | Minha Irmã é um Extraterrestre                                 | Minha Irmã é um Extraterrestre                                               | Disney Channel Original Movies                               |                                             |
| Ready to Run                             | 2000                                         | Pronto Pra Corrida                                             | Pronto Pra Corrida                                                           | Disney Channel Original Movies                               |                                             |
| Quints                                   | 2000                                         | Quíntuplos                                                     | Quíntuplos                                                                   | Disney Channel Original Movies                               |                                             |
| The Other Me                             | 2000                                         | O Outro Eu                                                     | O Outro Eu                                                                   | Disney Channel Original Movies                               |                                             |
| Mom's Got a Date with a Vampire          | 2000                                         | Mamãe Saiu com um Vampiro                                      | Mamãe Saiu com um Vampiro                                                    | Disney Channel Original Movies                               |                                             |
| Phantom of the Megaplex                  | 2000                                         | O Fantasma do Megaplex                                         | O Fantasma do Megaplex                                                       | Disney Channel Original Movies                               |                                             |
| The Ultimate Christmas Present           | 2000                                         | O Presente de Natal Perfeito                                   | O Presente de Natal Perfeito                                                 | Disney Channel Original Movies                               |                                             |
|                                          | 2000                                         | Unbreakable                                                    | O Protegido                                                                  | Corpo Fechado                                                | Touchstone Pictures/ Blinding Edge Pictures |
|                                          | 2001                                         | Just Visiting                                                  | Visitantes na América                                                        | Os Viajantes do Tempo                                        | Hollywood Pictures                          |
|                                          | 2001                                         | Pearl Harbor                                                   |                                                                              | Pearl Harbor                                                 | Touchstone Pictures                         |
| Bubble Boy                               | 2001                                         | Bubble Boy - Um Rapaz Especial                                 | Jimmy Bolha                                                                  |                                                              | Touchstone Pictures                         |
|                                          | 2001                                         | Recess: School's Out                                           | Missão - Salvar as Férias                                                    | Hora do Recreio                                              | DisneyToon Studios                          |
| Lady and the Tramp II: Scamp's Adventure | 2001                                         | A Dama e o Vagabundo 2: As Aventuras de Banzé                  | A Dama e o Vagabundo 2: As Aventuras de Banzé                                | Walt Disney Feature Animation                                |                                             |
| Atlantis: The Lost Empire                | 2001                                         | Atlântida - O Continente Perdido                               | Atlantis - O Reino Perdido                                                   | Walt Disney Feature Animation                                |                                             |
|                                          | 2001                                         | The Princess Diaries                                           | O Diário da Princesa                                                         | O Diário da Princesa                                         | Walt Disney Pictures/Brownhouse Productions |
| Max Keeble's Big Move                    | 2001                                         | As Desventuras de Max Keeble                                   | As Desventuras de Max Keeble                                                 | Walt Disney Pictures/Karz Entertainment                      |                                             |
|                                          | 2001                                         | Jumping Ship                                                   | Marinheiros de Água Doce                                                     | Piratas Modernos                                             | Disney Channel Original Movies              |
| Motocrossed                              | 2001                                         | Risco Extremo                                                  | Garota Motocross                                                             |                                                              | Disney Channel Original Movies              |
| Hounded                                  | 2001                                         | Com um Cachorro nas Mãos                                       | O Perseguido                                                                 |                                                              | Disney Channel Original Movies              |
| The Jennie Project                       | 2001                                         |                                                                | O Projeto Jennie                                                             |                                                              | Disney Channel Original Movies              |
| The Poof Point                           | 2001                                         | Ponto de Partida                                               | Ponto Nulo, Razão e Regressão                                                |                                                              | Disney Channel Original Movies              |
| 'Twas the Night                          | 2001                                         | A Consoada                                                     | Aconteceu na Noite de Natal                                                  |                                                              | Disney Channel Original Movies              |
| Halloweentown II: Kalabar's Revenge      | 2001                                         | Halloweentown 2: A Vingança de Kalabar                         | Halloweentown 2: A Vingança de Kalabar                                       |                                                              | Disney Channel Original Movies              |
| The Luck of the Irish                    | 2001                                         | A Sorte dos Irlandeses                                         | A Sorte dos Irlandeses                                                       |                                                              | Disney Channel Original Movies              |
| Zenon: The Zequel                        | 2001                                         | Zenon: A Sequela                                               | Zenon: A Zequência                                                           |                                                              | Disney Channel Original Movies              |
| Jett Jackson: The Movie                  | 2001                                         | Jett Jackson: O Filme                                          | Jett Jackson: O Filme                                                        |                                                              | Disney Channel Original Movies              |
|                                          | 2001                                         | Monsters, Inc.                                                 | Monstros e Companhia                                                         | Monstros S.A.                                                | Pixar Animation Studios                     |
|                                          | 2002                                         | Snow Dogs                                                      | Herança Canina                                                               | Neve pra Cachorro                                            | Kerner                                      |
|                                          | 2002                                         | Reign of Fire                                                  | Reino de Fogo                                                                | Reino de Fogo                                                | Touchstone Pictures                         |
| Signs                                    | 2002                                         | Sinais                                                         | Sinais                                                                       |                                                              | Touchstone Pictures                         |
| Insomnia                                 | 2002                                         | Insónia                                                        | Insônia                                                                      |                                                              | Touchstone Pictures                         |
| 25th Hour                                | 2002                                         | A Última Hora                                                  | A Última Noite                                                               |                                                              | Touchstone Pictures                         |
| Sweet Home Alabama                       | 2002                                         | A Diva da Moda                                                 | Doce Lar                                                                     |                                                              | Touchstone Pictures                         |
| The Count of Monte Cristo                | 2002                                         |                                                                | O Conde de Monte Cristo                                                      |                                                              | Touchstone Pictures                         |
| Sorority Boys                            | 2002                                         |                                                                | Curvas Perigosas                                                             |                                                              | Touchstone Pictures                         |
| The Hot Chick                            | 2002                                         | Um Corpo Perfeito                                              | Garota Veneno                                                                |                                                              | Touchstone Pictures                         |
|                                          | 2002                                         | Return to Never Land                                           | Peter Pan em - A Terra do Nunca                                              | Peter Pan - De Volta à Terra do Nunca                        | DisneyToon Studios                          |
|                                          | 2002                                         | The Rookie                                                     | O Treinador                                                                  | Desafio do Destino                                           | Walt Disney Pictures/98 MPH Productions     |
|                                          | 2002                                         | Lilo & Stitch                                                  | Lilo & Stitch                                                                | Lilo & Stitch                                                | Walt Disney Feature Animation               |
| The Hunchback of Notre Dame II           | 2002                                         | O Corcunda de Notre Dame 2                                     | O Corcunda de Notre Dame 2 - O Segredo do Sino                               | DisneyToon Studios                                           |                                             |
|                                          | 2002                                         | The Country Bears                                              | As Aventuras de Beary, o Ursinho                                             | Beary e os Ursos Caipiras                                    | Andrew Gunn/Walt Disney Pictures            |
| Tuck Everlasting                         | 2002                                         | A Fonte Misteriosa                                             | Vivendo na Eternidade                                                        | Walt Disney Pictures/Beacon Pictures                         |                                             |
|                                          | 2002                                         | Cinderella II: Dreams Come True                                | Cinderela II - Os Sonhos Tornam-se Realidade                                 | Cinderela 2 - Os Sonhos se Realizam                          | DisneyToon Studios                          |
|                                          | 2002                                         | The Santa Clause 2                                             | Santa Clásula 2 - Sarilhos no Natal                                          | Meu Papai é Noel 2                                           | Boxing Cat Films                            |
|                                          | 2002                                         | Double Teamed                                                  | Gémeas em Campo                                                              | As Gêmeas Entram na Quadra                                   | Disney Channel Original Movies              |
| Cadet Kelly                              | 2002                                         | Cadete Kelly                                                   | Cadete Kelly                                                                 |                                                              | Disney Channel Original Movies              |
| Tru Confessions                          | 2002                                         | O Filme da Minha Vida                                          | Confissões de Tru                                                            |                                                              | Disney Channel Original Movies              |
| Get a Clue                               | 2002                                         | No Fio da Notícia                                              | Seguindo as Pistas                                                           |                                                              | Disney Channel Original Movies              |
| Gotta Kick It Up!                        | 2002                                         | Dançando Para Viver                                            | Dançando Pra Valer                                                           |                                                              | Disney Channel Original Movies              |
| A Ring of Endless Light                  | 2002                                         | Um Mar de Esperança                                            | O Anel da Luz Eterna                                                         |                                                              | Disney Channel Original Movies              |
| The Scream Team                          | 2002                                         | Patrulha de Gritos                                             | Patrulha das Almas                                                           |                                                              | Disney Channel Original Movies              |
|                                          | 2002                                         | Treasure Planet                                                | O Planeta do Tesouro                                                         | Planeta do Tesouro                                           | Walt Disney Feature Animation               |
| 2003                                     | 101 Dalmatians II: Patch's London Adventure  | Os 101 Dálmatas II - A Aventura de Patch em Londres            | 101 Dálmatas II: A Aventura de Patch em Londres                              |                                                              | Walt Disney Feature Animation               |
| 2003                                     | The Jungle Book 2                            | O Livro da Selva 2                                             | Mogli - O Menino Lobo 2                                                      | DisneyToon Studios                                           |                                             |
| 2003                                     | Piglet's Big Movie                           | Piglet - O Filme                                               | Leitão - O Filme                                                             | DisneyToon Studios                                           |                                             |
| 2003                                     |                                              | Ghosts of the Abyss                                            | Fantasmas do Abismo                                                          | Fantasmas do Abismo                                          | Walden Media                                |
| 2003                                     |                                              | You Wish!                                                      | Querias!                                                                     | A Moedinha da Sorte                                          | Disney Channel Original Movies              |
| 2003                                     |                                              | Holes                                                          | Trabalhos Forçados                                                           | O Mistério dos Escavadores                                   | Walden Media                                |
| 2003                                     |                                              | Atlantis: Milo's Return                                        | Atlântida: O Regresso de Milo                                                | Atlantis: O Retorno de Milo                                  | DisneyToon Studios                          |
| 2003                                     |                                              | Finding Nemo                                                   | À Procura de Nemo                                                            | Procurando Nemo                                              | Pixar Animation Studios                     |
| 2003                                     |                                              | Pirates of the Caribbean: The Curse of the Black Pearl         | Piratas das Caraíbas - A Maldição do Pérola Negra                            | Piratas do Caribe - A Maldição do Pérola Negra               | Jerry Bruckheimer Films                     |
| 2003                                     | Freaky Friday                                | Um Dia de Doidos                                               | Sexta-Feira Muito Louca                                                      | Andrew Gunn                                                  |                                             |
| 2003                                     | The Lizzie McGuire Movie                     | Amores de Verão                                                | Lizzie McGuire: Um Sonho Popstar                                             |                                                              |                                             |
| 2003                                     |                                              | Brother Bear                                                   | Kenai e Koda                                                                 | Irmão Urso                                                   | Walt Disney Feature Animation               |
| 2003                                     |                                              | George of the jungle 2                                         | George - O Rei da Selva 2                                                    | George, O Rei da Floresta 2                                  |                                             |
| 2003                                     | The Haunted Mansion                          | A Casa Assombrada                                              | Mansão Mal Assombrada                                                        | Gunn Films                                                   |                                             |
| 2003                                     | The Young Black Stallion                     | O Jovem Cavalo Negro                                           | O Jovem Corcel Negro                                                         | Marshall Company                                             |                                             |
| 2004                                     | Miracle                                      | Pela Vitória                                                   | Desafio no Gelo                                                              | Mayhem Pictures                                              |                                             |
| 2004                                     |                                              | Teacher's Pet                                                  |                                                                              | O Cãozinho Esperto                                           | DisneyToon Studios                          |
| 2004                                     |                                              | Confessions of a Teenage Drama Queen                           | Confissões de uma Adolescente                                                | Confissões de uma Adolescente em Crise                       |                                             |
| 2004                                     |                                              | The Lion King 3: Hakuna Matata                                 | O Rei Leão 3 - Hakuna Matata                                                 | O Rei Leão 3 - Hakuna Matata                                 | DisneyToon Studios                          |
| 2004                                     | Home on the Range                            | O Paraíso da Barafunda                                         | Nem que a Vaca Tussa                                                         | Walt Disney Feature Animation                                |                                             |
| 2004                                     |                                              | Sacred Planet                                                  | Planeta Sagrado                                                              |                                                              |                                             |
| 2004                                     | America's Heart and Soul                     | America's Heart and Soul                                       |                                                                              | Blacklight Films                                             |                                             |
| 2004                                     |                                              | Around the World in 80 Days                                    | Volta ao Mundo em 80 Dias                                                    | Volta ao Mundo em 80 Dias - Uma Aposta Muito Louca           | Walden Media                                |
| 2004                                     | National Treasure                            | O Tesouro                                                      | A Lenda do Tesouro Perdido                                                   | Jerry Bruckheimer Films                                      |                                             |
| 2004                                     |                                              | Going to the Mat                                               | Ir ao Tapete                                                                 | Uma História de Luta                                         | Disney Channel Original Movies              |
| 2004                                     | Zenon: Z3                                    | Zenon: Z3                                                      | Zenon: Z3                                                                    |                                                              | Disney Channel Original Movies              |
| 2004                                     | Stuck in the Suburbs                         | Garotas do Subúrbio                                            | Presas no Subúrbio                                                           |                                                              | Disney Channel Original Movies              |
| 2004                                     | Halloweentown High                           | Halloweentown: O Portal                                        | Halloweentown: O Portal                                                      |                                                              | Disney Channel Original Movies              |
| 2004                                     |                                              | The Princess Diaries 2: Royal Engagement                       | O Diário da Princesa: Noivado Real                                           | O Diário da Princesa 2: Casamento Real                       |                                             |
| 2004                                     |                                              | The Incredibles                                                | The Incredibles - Os Super-Heróis                                            | Os Incríveis                                                 | Pixar Animation Studios                     |
|                                          | 2005                                         | Aliens of the Deep                                             | Extraterrestres nas Profundezas                                              | Extraterrestres nas Profundezas                              |                                             |
|                                          | 2005                                         | Pooh's Heffalump Movie                                         | Heffalump - O Filme                                                          | Pooh e o Efalante                                            |                                             |
| Kronk's New Groove                       | 2005                                         | Pacha e o Imperador 2 - A Grande Aventura de Kronk             | A Nova Onda do Kronk                                                         |                                                              |                                             |
| Tarzan 2                                 | 2005                                         | Tarzan 2                                                       | Tarzan 2                                                                     | Walt Disney Animation Studios                                |                                             |
| Mulan 2                                  | 2005                                         | Mulan 2                                                        | Mulan 2                                                                      | DisneyToon Studios                                           |                                             |
| Lilo & Stitch 2: Stitch Has a Glitch     | 2005                                         | Lilo & Stitch 2 - O Efeito do Defeito                          | Lilo & Stitch 2 - Stitch Deu Defeito                                         | DisneyToon Studios                                           |                                             |
|                                          | 2005                                         | The Pacifier                                                   | O Chupeta                                                                    | Operação Babá                                                | Spyglass Entertainment                      |
| Ice Princess                             | 2005                                         | O Caminho para a Fama                                          | Sonhos no Gelo                                                               |                                                              |                                             |
| Herbie: Fully Loaded                     | 2005                                         | Herbie - Prego a fundo                                         | Herbie - Meu Fusca Turbinado                                                 |                                                              |                                             |
| Sky High                                 | 2005                                         | Sky High - Escola de Heróis                                    | Super Escola de Heróis                                                       | Gunn Films                                                   |                                             |
| The Greatest Game Ever Played            | 2005                                         | O Melhor Jogo de Sempre                                        | O Melhor Jogo da História                                                    |                                                              |                                             |
|                                          | 2005                                         | Twitches                                                       | Twitches: O Poder das Gêmeas                                                 | Twitches: As Bruxinhas Gêmeas                                | Disney Channel Original Movies              |
|                                          | 2005                                         | The Chronicles of Narnia: The Lion, the Witch and the Wardrobe | As Crónicas de Nárnia: O Leão, a Feiticeira e o Guarda-roupa                 | As Crônicas de Nárnia: O Leão, a Feiticeira e o Guarda-roupa | Walden Media                                |
|                                          | 2005                                         | Chicken Little                                                 | Chicken Little                                                               | O Galinho Chicken Little                                     | Walt Disney Feature Animation               |
| 2006                                     | The Wild                                     | Selvagem                                                       | Selvagem                                                                     | C.O.R.E. Feature Animation                                   |                                             |
| 2006                                     |                                              | Glory Road                                                     | Caminho para a glória                                                        | Estrada para a glória                                        | Jerry Bruckheimer Films                     |
| 2006                                     | Eight Below                                  | Antárctida - Da Sobrevivência ao Resgate                       | Resgate Abaixo de Zero                                                       | Spyglass Entertainment                                       |                                             |
| 2006                                     |                                              | High School Musical                                            | High School Musical                                                          | High School Musical                                          | Disney Channel Original Movie               |
| 2006                                     |                                              | The Shaggy Dog                                                 | O Rafeiro                                                                    | Soltando os Cachorros                                        | Mandeville Films                            |
| 2006                                     |                                              | Bambi II                                                       | Bambi 2 - O Grande Príncipe da Floresta                                      | Bambi 2 - O Grande Príncipe da Floresta                      | DisneyToon Studios                          |
| 2006                                     |                                              | Cars                                                           | Carros                                                                       | Carros                                                       | Pixar Animation Studios                     |
| 2006                                     |                                              | Pirates of the Caribbean: Dead Man's Chest                     | Piratas das Caraíbas - O Cofre do Homem Morto                                | Piratas do Caribe: O Baú da Morte                            | Jerry Bruckheimer Films                     |
| 2006                                     |                                              | The Prestige                                                   | O Terceiro Passo                                                             | O Grande Truque                                              | Touchstone Pictures/Warner Bros             |
| 2006                                     |                                              | The Nightmare Before Christmas 3-D                             | O Estranho Mundo de Jack                                                     | O Estranho Mundo de Jack                                     |                                             |
| 2006                                     |                                              | Invincible                                                     | Invencível                                                                   | Invencível                                                   |                                             |
| 2006                                     |                                              | The Santa Clause 3: The Escape Clause                          | Santa Clásula 3 - Natal em Risco                                             | Meu Papai é Noel 3                                           | Boxing Cat Films                            |
| 2006                                     |                                              | Apocalypto                                                     |                                                                              | Apocalypto                                                   | Touchstone Pictures                         |
|                                          | 2007                                         | Bridge to Terabithia                                           | O Segredo de Terabítia                                                       | Ponte para Terabítia                                         | Walden Media                                |
|                                          | 2007                                         | Cinderella III: A Twist in Time                                | Cinderela - Reviravolta no Tempo                                             | Cinderela 3 - Uma Aventura no Tempo                          | DisneyToon Studios                          |
| Meet the Robinsons 2D3D                  | 2007                                         | Os Robinsons                                                   | A Família do Futuro                                                          | Walt Disney Animation Studios                                |                                             |
|                                          | 2007                                         | Pirates of the Caribbean: At World's End                       | Piratas das Caraíbas - Nos Confins do Mundo                                  | Piratas do Caribe - No Fim do Mundo                          | Jerry Bruckheimer Films                     |
|                                          | 2007                                         | Ratatouille                                                    | Ratatui                                                                      | Ratatouille                                                  | Pixar Animation Studios                     |
| The Pixar Story                          | 2007                                         | A história de Pixar                                            | A história da Pixar                                                          |                                                              |                                             |
|                                          | 2007                                         | Underdog                                                       | Underdog - O Super-Cão                                                       | Vira-Lata                                                    | Spyglass Entertainment Classic Media        |
| The Game Plan                            | 2007                                         | Pai, jogas?                                                    | Treinando o Papai                                                            |                                                              |                                             |
| Enchanted                                | 2007                                         | Uma História de Encantar                                       | Encantada                                                                    |                                                              |                                             |
|                                          | 2007                                         | Twitches Too                                                   | Twitches 2 - O Poder das Gémeas                                              | Twitches - As Bruxinhas Gêmeas 2                             | Disney Channel Original Movie               |
|                                          | 2007                                         | National Treasure: Book of Secrets                             | O Tesouro 2 - Livro dos Segredos                                             | A Lenda do Tesouro Perdido: Livro dos Segredos               | Jerry Bruckheimer Films                     |
|                                          | 2007                                         | High School Musical 2                                          | High School Musical 2                                                        | High School Musical 2                                        | Disney Channel Original Movie               |
|                                          | 2008                                         | Snow Buddies                                                   | Snow Buddies - Aventuras na Neve                                             | Snow Buddies - Uma Aventura no Gelo                          | Key Pix Productions                         |
|                                          | 2008                                         | Iron Man                                                       | Homem de Ferro                                                               | Homem de Ferro                                               | Marvel Studios/Fairview Entertainment       |
|                                          | 2008                                         | Hannah Montana & Miley Cyrus: Best of Both Worlds Concert 3D   | Hannah Montana & Miley Cyrus: O Melhor Dos Dois Mundos em Concerto - O Filme | Hannah Montana e Miley Cyrus Show: O Melhor dos Dois Mundos  |                                             |
| College Road Trip                        | 2008                                         | Universidade, a Quanto Obrigas!                                | Como Viajar com o Mala do seu Pai                                            | Gunn Films                                                   |                                             |
|                                          | 2008                                         | Camp Rock                                                      | Camp Rock                                                                    | Camp Rock                                                    | Disney Channel Original Movie               |
|                                          | 2008                                         | The Chronicles of Narnia: Prince Caspian                       | As Crónicas de Nárnia: O Príncipe Caspian                                    | As Crônicas de Nárnia: Príncipe Caspian                      | Walden Media                                |
|                                          | 2008                                         | WALL·E                                                         | WALL·E                                                                       | WALL·E                                                       | Pixar Animation Studios                     |
|                                          | 2008                                         | Tinker Bell                                                    | Sininho                                                                      | Tinker Bell - Uma aventura no mundo das fadas                | DisneyToon Studios                          |
| The Little Mermaid: Ariel's Beginning    | 2008                                         | O Segredo da Pequena Sereia                                    | A Pequena Sereia: A História de Ariel                                        | DisneyToon Studios                                           |                                             |
|                                          | 2008                                         | Beverly Hills Chihuahua                                        | Chihuahua de Beverly Hills                                                   | Perdido Pra Cachorro                                         | Mandeville Films                            |
|                                          | 2008                                         | Morning Light                                                  | Morning Light                                                                |                                                              |                                             |
|                                          | 2008                                         | High School Musical 3: Senior Year                             | High School Musical 3: Último Ano                                            | High School Musical 3: Ano da Formatura                      | Borden and Rosenbush Entertainment          |
|                                          | 2008                                         | Bolt 2D3D                                                      | Bolt                                                                         | Bolt: Supercão                                               | Walt Disney Animation Studios               |
|                                          | 2008                                         | Bedtime Stories                                                | Histórias Para Adormecer                                                     | Um Faz De Conta Que Acontece                                 | Happy Madison                               |
| 2009                                     | Jonas Brothers: The 3D Concert Experience 3D | Jonas Brothers - O Concerto 3D                                 | Jonas Brothers 3D: O Show                                                    |                                                              |                                             |
| 2009                                     | Race to Witch Mountain                       | Corrida para a Montanha Mágica                                 | A Montanha Enfeitiçada                                                       | Gunn Films                                                   |                                             |
| 2009                                     | Hannah Montana: The Movie                    | Hannah Montana: O Filme                                        | Hannah Montana: O Filme                                                      | It's a Laugh Productions e Millar Gough Ink                  |                                             |
| 2009                                     |                                              | The Boys: The Sherman Brothers' Story                          |                                                                              | The Boys: A História dos Irmãos Sherman                      | Crescendo Productions, Red Hour Films       |
| 2009                                     |                                              | Space Buddies                                                  | Space Buddies - Aventura no Espaço                                           | Space Buddies - Uma Aventura no Espaço                       | Key Pix Productions                         |
| 2009                                     |                                              | Up 2D3D                                                        | Up - Altamente!                                                              | Up - Altas Aventuras                                         | Pixar Animation Studios                     |
| 2009                                     |                                              | G-Force 2D3D                                                   | Força G                                                                      | Força G                                                      | Jerry Bruckheimer Films                     |
| 2009                                     |                                              | Tinker Bell and the Lost Treasure                              | Sininho e o Tesouro Perdido                                                  | Tinker Bell e o Tesouro Perdido                              | DisneyToon Studios                          |
| 2009                                     | A Christmas Carol 2D3D                       | Um Conto de Natal (III)                                        | Os Fantasmas de Scrooge                                                      | ImageMovers Digital                                          |                                             |
| 2009                                     |                                              | Old Dogs                                                       | Duas Amas de Gravata                                                         | Surpresa em Dobro                                            | Tapestry Films                              |
| 2009                                     | Santa Buddies                                | Santa Buddies - A Lenda dos Patas do Natal                     | Santa Buddies - Uma Aventura de Natal                                        | Key Pix Productions                                          |                                             |
| 2009                                     |                                              | The Princess and the Frog                                      | A Princesa e o Sapo                                                          | A Princesa e o Sapo                                          | Walt Disney Animation Studios               |
| 2009                                     |                                              | Wizards of Waverly Place: The Movie                            | Os Feiticeiros de Waverly Place: Férias nas Caraíbas                         | Os Feiticeiros de Waverly Place: O Filme                     | Disney Channel Original Movie               |
| 2009                                     | Princess Protection Program                  | PPP: Programa de Protecção de Princesas                        | Programa de Proteção para Princesas                                          |                                                              | Disney Channel Original Movie               |

## Década de 2010
| Ano de Lançamento                          | Ano de Lançamento                                    | Título original                                             | Título em Portugal                                      | Título no Brasil                                            | Co-Produção                                                           |
| ------------------------------------------ | ---------------------------------------------------- | ----------------------------------------------------------- | ------------------------------------------------------- | ----------------------------------------------------------- | --------------------------------------------------------------------- |
|                                            | 2010                                                 | When in Rome                                                | Em Roma                                                 | Quando em Roma                                              | Touchstone Pictures                                                   |
|                                            | 2010                                                 | High School Musical: O Desafio                              | High School Musical: O Grande Desafio                   | High School Musical: O Desafio                              | Total Entertainment                                                   |
|                                            | 2010                                                 | Den Brother                                                 | Irmão Abelha                                            | Irmão Escoteiro                                             | Disney Channel Original Movies                                        |
| StarStruck                                 | 2010                                                 | StarStruck: O Meu Namorado é uma Super Estrela              | StarStruck: Meu Namorado é uma Superestrela             |                                                             | Disney Channel Original Movies                                        |
|                                            | 2010                                                 | Alice in Wonderland                                         | Alice no País das Maravilhas                            | Alice no País das Maravilhas                                | The Zanuck Company e Roth Films                                       |
|                                            | 2010                                                 | Waking Sleeping Beauty                                      | O Despertar da Bela Adormecida                          | Acordando a Bela Adormecida                                 | Walt Disney Studios Motion Pictures                                   |
|                                            | 2010                                                 | The Last Song                                               | A Melodia do Adeus                                      | A Última Música                                             | Touchstone Pictures                                                   |
|                                            | 2010                                                 | Oceans                                                      |                                                         | Oceanos                                                     | Disneynature                                                          |
| The Crimson Wing: Mystery of the Flamingos | 2010                                                 | Crimson Wing: O Mistério dos Flamingos                      | Grande Balé Vermelho: O Mistério dos Flamingos          |                                                             | Disneynature                                                          |
|                                            | 2010                                                 | Tinker Bell and the Great Fairy Rescue                      | Sininho Salva as Fadas                                  | Tinker Bell e o Resgate da Fada                             | DisneyToon Studios                                                    |
|                                            | 2010                                                 | Toy Story 3                                                 | Toy Story 3                                             | Toy Story 3                                                 | Pixar Animation Studios                                               |
|                                            | 2010                                                 | Prince of Persia: The Sands of Time                         | Príncipe da Pérsia: As Areias do Tempo                  | Príncipe da Pérsia: As Areias do Tempo                      | Jerry Bruckheimer Films                                               |
| The Sorcerer's Apprentice                  | 2010                                                 | O Aprendiz de Feiticeiro                                    | O Aprendiz de Feiticeiro                                |                                                             | Jerry Bruckheimer Films                                               |
|                                            | 2010                                                 | Step Up 3D                                                  | Step Up 3D                                              | Ela Dança, Eu Danço 3                                       | Touchstone Pictures                                                   |
|                                            | 2010                                                 | 16 Wishes                                                   | 16 Desejos                                              | 16 Desejos                                                  | Disney Channel/Family Channel/MarVista Entertainment                  |
| Camp Rock 2: The Final Jam                 | 2010                                                 | Camp Rock 2: The Final Jam                                  | Camp Rock 2: The Final Jam                              | Disney Channel Original Movies                              |                                                                       |
|                                            | 2010                                                 | The Search for Santa Paws                                   | Á Procura dos Patas Natal                               | O Melhor Amigo do Papai Noel                                | Key Pix Productions                                                   |
|                                            | 2010                                                 | You Again                                                   | Oh Não! Outra Vez Tu?                                   | Você de Novo                                                | Touchstone Pictures                                                   |
|                                            | 2010                                                 | Secretariat                                                 | Secretariat                                             | Secretariat - Uma História Impossível                       | Walt Disney Pictures                                                  |
|                                            | 2010                                                 | Do Dooni Chaar                                              |                                                         | Dois Vezes Dois São Quatro                                  | Walt Disney Pictures India/Walt Disney Studios Motion Pictures        |
|                                            | 2010                                                 | Tangled                                                     | Entrelaçados                                            | Enrolados                                                   | Walt Disney Animation Studios                                         |
|                                            | 2010                                                 | The Tempest                                                 | A Tempestade                                            | A Tempestade                                                | Touchstone Pictures                                                   |
|                                            | 2010                                                 | TRON: Legacy                                                | TRON: O Legado                                          | Tron: O Legado                                              | Walt Disney Pictures/LivePlanet/Idealogy Inc./Sean Bailey Productions |
| 2011                                       | Anaganaga O Dheerudu                                 |                                                             |                                                         | Walt Disney Pictures/UTV Motion Pictures                    |                                                                       |
| 2011                                       | Beverly Hills Chihuahua 2                            |                                                             | Perdido Pra Cachorro 2                                  | Walt Disney Pictures                                        |                                                                       |
| 2011                                       | Hexe Lilli: Die Reise nach Mandolan                  |                                                             | A Bruxinha e o Dragão II: Jornada Para Mandolan         | Walt Disney Pictures/Walt Disney Studios Motion Pictures    |                                                                       |
| 2011                                       |                                                      | Gnomeo & Juliet                                             | Gnomeu e Julieta                                        | Gnomeu e Julieta                                            | Touchstone Pictures/Walt Disney Studios Motion Pictures               |
| 2011                                       |                                                      | Sharpay's Fabulous Adventure                                | A Fabulosa Aventura de Sharpay                          | A Fabulosa Aventura da Sharpay                              | Disney Channel Original Movies                                        |
| 2011                                       | Avalon High                                          | Avalon High                                                 | Avalon High                                             |                                                             | Disney Channel Original Movies                                        |
| 2011                                       | Phineas and Ferb The Movie: Across the 2nd Dimension | Phineas e Ferb: Através da Segunda Dimensão                 | Phineas e Ferb: Através da Segunda Dimensão             | Walt Disney Television Animation                            |                                                                       |
| 2011                                       |                                                      | Fright Night                                                |                                                         | A Hora do Espanto                                           | Touchstone Pictures/DreamWorks Pictures                               |
| 2011                                       |                                                      | Pirates of the Caribbean: On Stranger Tides                 | Piratas das Caraíbas: Por Estranhas Marés               | Piratas do Caribe: Navegando em Águas Misteriosas           | Jerry Bruckheimer                                                     |
| 2011                                       | Spooky Buddies                                       | Spooky Buddies - Aventura de Halloween                      | Spooky Buddies: A Casa Mal-Assombrada                   | Key Pix Productions                                         |                                                                       |
| 2011                                       |                                                      | Winnie the Pooh                                             | Winnie the Pooh                                         | Winnie the Pooh                                             | Walt Disney Animation Studios                                         |
| 2011                                       |                                                      | The Suite Life Movie                                        | Zack e Cody: O Filme                                    | Zack e Cody - O Filme                                       | Disney Channel Original Movies                                        |
| 2011                                       | Lemonade Mouth                                       | Lemonade Mouth                                              | Lemonade Mouth                                          |                                                             | Disney Channel Original Movies                                        |
| 2011                                       |                                                      | I Am Number Four                                            | Sou o Número Quatro                                     | Eu Sou o Número Quatro                                      | Touchstone Pictures/DreamWorks Pictures                               |
| 2011                                       | The Help                                             | As Serviçais                                                | Histórias Cruzadas                                      |                                                             | Touchstone Pictures/DreamWorks Pictures                               |
| 2011                                       |                                                      | Mars Needs Moms                                             | Mães Precisam-se... Em Marte                            | Marte Precisa de Mães                                       | ImageMovers Digital/Walt Disney Studios Motion Pictures               |
| 2011                                       |                                                      | Zokkomon                                                    |                                                         |                                                             | Disney World Cinema/Walt Disney Pictures India                        |
| 2011                                       |                                                      | African Cats                                                | Gatos Africanos                                         | Reino dos Felinos                                           | Disneynature                                                          |
| 2011                                       |                                                      | Prom                                                        | Kings & Queens                                          | A Melhor Festa do Ano                                       | Walt Disney Pictures                                                  |
| 2011                                       |                                                      | Cars 2                                                      | Carros 2                                                | Carros 2                                                    | Pixar Animation Studios                                               |
| 2011                                       |                                                      | Real Steel                                                  | Puro Aço                                                | Gigantes de Aço                                             | Touchstone Pictures                                                   |
| 2011                                       |                                                      | Pixie Hollow Games                                          | Os Jogos do Vale das Fadas                              | Tinker Bell: Jogos dos Refúgio das Fadas                    | DisneyToon Studios                                                    |
| 2011                                       |                                                      | The Muppets                                                 | Os Marretas                                             | Os Muppets                                                  | Walt Disney Pictures/Walt Disney Studios Motion Pictures              |
|                                            | 2012                                                 | War Horse                                                   | Cavalo de Guerra                                        | Cavalo de Guerra                                            | Touchstone Pictures/DreamWorks Pictures                               |
|                                            | 2012                                                 | Treasure Buddies                                            | Treasure Buddies - Aventura no Egipto                   | Treasure Buddies: Caça ao Tesouro                           | Key Pix Productions                                                   |
|                                            | 2012                                                 | Good Luck Charlie, It's Christmas!                          | Boa Sorte, Charlie! Viagem Fora de Série                | Boa Sorte, Charlie! É Natal!                                | Disney Channel Original Movies                                        |
| Geek Charming                              | 2012                                                 | Um Excêntrico Encantador                                    | Um Geek Encantador                                      |                                                             | Disney Channel Original Movies                                        |
|                                            | 2012                                                 | John Carter                                                 | John Carter                                             | John Carter - Entre Dois Mundos                             | Walt Disney Pictures/Walt Disney Studios Motion Pictures              |
|                                            | 2012                                                 | Frenemies                                                   | Aminimigos                                              | Aminimigos                                                  | Disney Channel Original Movies                                        |
|                                            | 2012                                                 | The Avengers                                                | Os Vingadores                                           | Os Vingadores - The Avengers                                | Marvel Studios                                                        |
|                                            | 2012                                                 | Let It Shine                                                | Vou Brilhar!                                            | Let It Shine                                                | Disney Channel Original Movies                                        |
|                                            | 2012                                                 | Brave                                                       | Brave - Indomável                                       | Valente                                                     | Pixar Animation Studios                                               |
|                                            | 2012                                                 | Chimpanzee                                                  | Chimpanzé                                               | Chimpanzés                                                  | Disneynature                                                          |
|                                            | 2012                                                 | Arjun: The Warrior Prince                                   |                                                         | Arjun: O Príncipe Guerreiro                                 | Walt Disney Pictures/UTV Motion Pictures                              |
|                                            | 2012                                                 | The Odd Life of Timothy Green                               | A Extraordinária Vida de Timothy Green                  | A Estranha Vida de Timothy Green                            | Walt Disney Pictures                                                  |
|                                            | 2012                                                 | People Like Us                                              |                                                         | Bem-Vindo à Vida                                            | Touchstone Pictures/DreamWorks Pictures                               |
|                                            | 2012                                                 | Secret of the Wings                                         | Sininho - O Segredo das Fadas                           | Tinker Bell: O Segredo das Fadas                            | DisneyToon Studios                                                    |
|                                            | 2012                                                 | Beverly Hills Chihuahua 3: Viva la Fiesta!                  |                                                         | Perdido Pra Cachorro 3                                      | Walt Disney Pictures                                                  |
| Santa Paws 2: The Santa Pups               | 2012                                                 | À Procura do Patas Natal 2: Os Cachorros de Natal           | Os Filhotes da Mamãe Noel                               | Key Pix Productions                                         |                                                                       |
|                                            | 2012                                                 | Radio Rebel                                                 | Rádio Rebelde                                           | Rebelde da Rádio                                            | Disney Channel Original Movies                                        |
| Girl Vs. Monster                           | 2012                                                 | Skylar Contra Monstros                                      | Garota vs. Monstro                                      |                                                             | Disney Channel Original Movies                                        |
|                                            | 2012                                                 | Frankenweenie                                               | Frankenweenie                                           | Frankenweenie                                               | Tim Burton Animation Co.                                              |
| Wreck-It Ralph                             | 2012                                                 | Força Ralph!                                                | Detona Ralph                                            | Walt Disney Animation Studios                               |                                                                       |
|                                            | 2013                                                 | Iron Man 3                                                  | Homem de Ferro 3                                        | Homem de Ferro 3                                            | Marvel Studios                                                        |
|                                            | 2013                                                 | Oz: The Great and Powerful                                  | Oz: Grande e Poderoso                                   | Oz: Mágico e Poderoso                                       | Walt Disney Pictures                                                  |
|                                            | 2013                                                 | Wings of Life                                               | Asas da Vida                                            | Asas da Vida                                                | Disneynature                                                          |
|                                            | 2013                                                 | Monsters University                                         | Monstros: A Universidade                                | Universidade Monstros                                       | Pixar Animation Studios                                               |
|                                            | 2013                                                 | The Lone Ranger                                             | O Mascarilha                                            | O Cavaleiro Solitário                                       | Jerry Bruckheimer                                                     |
|                                            | 2013                                                 | Teen Beach Movie                                            | Teen Beach Movie                                        | Teen Beach Movie                                            | Disney Channel Original Movies                                        |
| The Wizards Return: Alex vs. Alex          | 2013                                                 | O Regresso dos Feiticeiros: Alex vs. Alex                   | Os Feiticeiros Retornam: Alex vs. Alex                  |                                                             | Disney Channel Original Movies                                        |
|                                            | 2013                                                 | Thor: The Dark World                                        | Thor: O Mundo das Trevas                                | Thor: O Mundo Sombrio                                       | Marvel Studios                                                        |
|                                            | 2013                                                 | Bunks                                                       | Acampamento Zombie                                      | Acampamento do Medo                                         | Disney XD Original Movies                                             |
|                                            | 2013                                                 | Delivery Man                                                | Pai Por Acaso                                           | De Repente Pai                                              | Touchstone Pictures/DreamWorks Pictures                               |
|                                            | 2013                                                 | Super Buddies                                               | Super Buddies - As Argolas Mágicas                      | Super Buddies                                               | Key Pix Productions                                                   |
|                                            | 2013                                                 | Planes                                                      | Aviões                                                  | Aviões                                                      | DisneyToon Studios                                                    |
|                                            | 2013                                                 | The Fifth Estate                                            | O Quinto Poder                                          | O Quinto Poder                                              | Touchstone Pictures/DreamWorks Pictures                               |
|                                            | 2013                                                 | Frozen                                                      | Frozen: O Reino do Gelo                                 | Frozen: Uma Aventura Congelante                             | Walt Disney Animation Studios                                         |
|                                            | 2014                                                 | Need For Speed                                              | Need For Speed - O Filme                                | Need For Speed - O Filme                                    | DreamWorks Pictures/Walt Disney Studios Motion Pictures               |
|                                            | 2014                                                 | The Pirate Fairy                                            | Sininho: Fadas e Piratas                                | Tinker Bell: Fadas e Piratas                                | DisneyToon Studios                                                    |
|                                            | 2014                                                 | Captain America: The Winter Soldier                         | Capitão América: O Soldado do Inverno                   | Capitão América 2: O Soldado Invernal                       | Marvel Studios                                                        |
|                                            | 2014                                                 | Bears                                                       | Ursos                                                   | Ursos                                                       | Disneynature                                                          |
|                                            | 2014                                                 | Million Dollar Arm                                          | Um Lance de um Milhão de Dólares                        | Arremesso de Ouro                                           | Walt Disney Pictures/Walt Disney Studios Motion Pictures              |
|                                            | 2014                                                 | Cloud 9                                                     | Cloud 9                                                 | Cloud 9: Desafio Final                                      | Disney Channel Original Movies                                        |
| Zapped                                     | 2014                                                 | Zapp!                                                       | Zapped                                                  |                                                             | Disney Channel Original Movies                                        |
|                                            | 2014                                                 | Saving Mr. Banks                                            | Ao Encontro de Mr. Banks                                | Walt nos Bastidores de Mary Poppins                         | BBC Films                                                             |
| Maleficent                                 | 2014                                                 | Maléfica                                                    | Malévola                                                | Roth Films                                                  |                                                                       |
| Muppets Most Wanted                        | 2014                                                 | Marretas Procuram-se                                        | Muppets 2: Procurados e Amados                          | Walt Disney Pictures                                        |                                                                       |
|                                            | 2014                                                 | Slugterra: Ghoul from Beyond                                |                                                         | Slugterrâneo: Maldade do Além                               | Disney XD Original Movies                                             |
|                                            | 2014                                                 | Violetta: La Emoción del Concierto                          | Violetta: O Concerto em Milão                           | Violetta - O Show                                           | Walt Disney Pictures                                                  |
|                                            | 2014                                                 | Guardians of the Galaxy                                     | Guardiões da Galáxia                                    | Guardiões da Galáxia                                        | Marvel Studios                                                        |
|                                            | 2014                                                 | The Hundred-Foot Journey                                    | A Viagem dos Cem Passos                                 | A 100 Passos de um Sonho                                    | Touchstone Pictures/Walt Disney Studios Motion Pictures               |
|                                            | 2014                                                 | Alexander and the Terrible, Horrible, No Good, Very Bad Day | Alexandre e o Terrível, Horrível, Nada Bom, Péssimo Dia | Alexandre e o Dia Terrível, Horrível, Espantoso e Horroroso | Walt Disney Pictures/Walt Disney Studios Motion Pictures              |
|                                            | 2014                                                 | Lucky Duck                                                  | O Patinho Lucky                                         | Lucky: O Patinho de Sorte                                   | Walt Disney Television Animation e Disney Junior Original Movies      |
|                                            | 2014                                                 | Planes: Fire & Rescue                                       | Aviões: Equipa de Resgate                               | Aviões 2: Heróis de Fogo ao Resgate                         | DisneyToon Studios                                                    |
|                                            | 2014                                                 | Khoobsurat                                                  |                                                         | Khoobsurat: A Doutora Apaixonada                            | Walt Disney Pictures India/UTV Motion Pictures                        |
|                                            | 2014                                                 | How to Build a Better Boy                                   | O Rapaz Ideal                                           | Como Criar o Garoto Perfeito                                | Disney Channel Original Movies                                        |
| Pants on Fire                              | 2014                                                 | Mentiras Verdadeiras                                        | Jack Mentiroso                                          | Disney XD Original Movies                                   |                                                                       |
|                                            | 2014                                                 | Big Hero 6                                                  | Big Hero 6 - Os Novos Heróis                            | Operação Big Hero                                           | Walt Disney Animation Studios                                         |
|                                            | 2015                                                 | Strange Magic                                               | Estranha Magia                                          | Magia Estranha                                              | Lucasfilm, Ltd./Touchstone Pictures                                   |
|                                            | 2015                                                 | McFarland, USA                                              |                                                         | McFarland dos EUA                                           | Walt Disney Pictures/Walt Disney Studios Motion Pictures              |
|                                            | 2015                                                 | Into the Woods                                              | Caminhos da Floresta                                    | Caminhos da Floresta                                        | Walt Disney Pictures                                                  |
|                                            | 2015                                                 | Bad Hair Day                                                | Pelos Cabelos!                                          | Bad Hair Day: Em Busca do Baile                             | Disney Channel Original Movies                                        |
|                                            | 2015                                                 | Tinker Bell and the Legend of the NeverBeast                | Sininho e a Lenda do Monstro do Nunca                   | Tinker Bell e o Monstro da Terra do Nunca                   | DisneyToon Studios                                                    |
|                                            | 2015                                                 | Avengers: Age of Ultron                                     | Vingadores: A Era de Ultron                             | Vingadores: Era de Ultron                                   | Marvel Studios                                                        |
|                                            | 2015                                                 | Cinderella                                                  | Cinderela                                               | Cinderela                                                   | Walt Disney Pictures                                                  |
|                                            | 2015                                                 | Monkey Kingdom                                              | Monkey Kingdom                                          | O Reino dos Primatas                                        | Disneynature                                                          |
|                                            | 2015                                                 | Tomorrowland                                                | Tomorrowland - Terra do Amanhã                          | Tomorrowland - Um Lugar Onde Nada é Impossível              | Walt Disney Pictures                                                  |
|                                            | 2015                                                 | Inside Out                                                  | Divertida-mente                                         | Divertida Mente                                             | Pixar Animation Studios                                               |
|                                            | 2015                                                 | ABCD 2                                                      | ABCD 2                                                  | ABCD 2                                                      | Walt Disney Pictures/UTV Motion Pictures                              |
|                                            | 2015                                                 | Teen Beach 2                                                | Teen Beach 2                                            | Teen Beach 2                                                | Disney Channel Original Movies                                        |
|                                            | 2015                                                 | Ant-Man                                                     | Homem-Formiga                                           | Homem-Formiga                                               | Marvel Studios                                                        |
|                                            | 2015                                                 | Bridge of Spies                                             | A Ponte dos Espiões                                     | Ponte dos Espiões                                           | Touchstone Pictures                                                   |
|                                            | 2015                                                 | Descendants                                                 | Os Descendentes                                         | Descendentes                                                | Disney Channel Original Movies                                        |
|                                            | 2015                                                 | Violetta: The Journey                                       | Violetta: A Viagem                                      | Violetta 2: A Vida                                          | Walt Disney Pictures                                                  |
|                                            | 2015                                                 | The Good Dinosaur                                           | A Viagem de Arlo                                        | O Bom Dinossauro                                            | Pixar Animation Studios                                               |
|                                            | 2015                                                 | Invisible Sister                                            | A Minha Irmã Invisível                                  | Irmã Invisível                                              | Disney Channel Original Movies                                        |
|                                            | 2015                                                 | Star Wars: The Force Awakens                                | Star Wars: Episódio VII - O Despertar da Força          | Star Wars: Episódio VII - O Despertar da Força              | Lucasfilm, Ltd.                                                       |
|                                            | 2016                                                 | The Finest Hours                                            | Horas Decisivas                                         | Horas Decisivas                                             | Whitaker Entertainment                                                |
|                                            | 2016                                                 | Zootopia                                                    | Zootrópolis                                             | Zootopia - Essa Cidade é o Bicho                            | Walt Disney Animation Studios                                         |
|                                            | 2016                                                 | The Jungle Book                                             | O Livro da Selva                                        | Mogli: O Menino Lobo                                        | Walt Disney Pictures/Walt Disney Studios Motion Pictures              |
|                                            | 2016                                                 | Tini: El Gran Cambio de Violetta                            | Tini: Depois de Violetta                                | Tini: Depois de Violetta                                    | Walt Disney Pictures                                                  |
|                                            | 2016                                                 | Captain America: Civil War                                  | Capitão América: Guerra Civil                           | Capitão América: Guerra Civil                               | Marvel Studios                                                        |
|                                            | 2016                                                 | Alice: Through the Looking Glass                            | Alice do Outro Lado do Espelho                          | Alice Através do Espelho                                    | Tim Burton Productions, Team Todd, e Roth Films                       |
|                                            | 2016                                                 | Adventures in Babysitting                                   | Babysitters em Apuros                                   | Uma Aventura de Babás                                       | Disney Channel Original Movies                                        |
|                                            | 2016                                                 | Finding Dory                                                | À Procura de Dory                                       | Procurando Dory                                             | Pixar Animation Studios                                               |
|                                            | 2016                                                 | The BFG                                                     | O Amigo Gigante                                         | O Bom Gigante Amigo                                         | Walt Disney Pictures                                                  |
|                                            | 2016                                                 | Pete's Dragon                                               | A Lenda do Dragão                                       | Meu Amigo, o Dragão                                         | Walt Disney Pictures                                                  |
|                                            | 2016                                                 | The Light Between Oceans                                    |                                                         | A Luz Entre Oceanos                                         | DreamWorks Pictures/Touchstone Pictures                               |
|                                            | 2016                                                 | Queen of Katwe                                              | A Rainha de Katwe                                       | Rainha de Katwe                                             | ESPN Films                                                            |
|                                            | 2016                                                 | The Swap                                                    | Que Mudança!                                            | Swap - A Troca                                              | Disney Channel Original Movies                                        |
|                                            | 2016                                                 | Doctor Strange                                              | Doutor Estranho                                         | Doutor Estranho                                             | Marvel Studios                                                        |
|                                            | 2016                                                 | The Good Boy                                                |                                                         |                                                             | Walt Disney Studios Motion Pictures                                   |
|                                            | 2016                                                 | Moana                                                       | Vaiana                                                  | Moana - Um Mar de Aventuras                                 | Walt Disney Animation Studios                                         |
|                                            | 2016                                                 | Growing Up Wild                                             |                                                         | Crescendo Livres                                            | Disneynature                                                          |
|                                            | 2016                                                 | Rogue One: A Star Wars Story                                | Rogue One: Uma História de Star Wars                    | Rogue One: Uma História Star Wars                           | Lucasfilm, Ltd.                                                       |
|                                            | 2016                                                 | Dangal                                                      | Dangal                                                  | Dangal                                                      | Walt Disney Pictures India/UTV Motion Pictures                        |
|                                            | 2017                                                 | L'empereur                                                  | O Imperador: A Marcha dos Pinguins 2                    |                                                             | Disneynature                                                          |
|                                            | 2017                                                 | Beauty and the Beast                                        | A Bela e o Monstro                                      | A Bela e a Fera                                             | Mandeville Films                                                      |
|                                            | 2017                                                 | Tangled: Before Ever After                                  | Entrelaçados Outra Vez                                  | Enrolados Outra Vez: O Especial                             | Disney Channel Original Movies                                        |
|                                            | 2017                                                 | Born in China                                               | Nascido na China                                        | Nascidos na China                                           | Disneynature                                                          |
|                                            | 2017                                                 | Guardians of the Galaxy Vol. 2                              | Guardiões da Galáxia Vol. 2                             | Guardiões da Galáxia Vol. 2                                 | Marvel Studios                                                        |
|                                            | 2017                                                 | Pirates of the Caribbean: Dead Men Tell No Tales            | Piratas das Caraíbas: Os Mortos Não Contam Histórias    | Piratas do Caribe: A Vinganca de Salazar                    | Jerry Bruckheimer                                                     |
|                                            | 2017                                                 | Cars 3                                                      | Carros 3                                                | Carros 3                                                    | Pixar Animation Studios                                               |
|                                            | 2017                                                 | Ghost of the Mountains                                      |                                                         | Os Fantasmas das Montanhas                                  | Disneynature                                                          |
|                                            | 2017                                                 | Descendants 2                                               | Os Descendentes 2                                       | Descendentes 2                                              | Disney Channel Original Movies                                        |
|                                            | 2017                                                 | Spider-Man: Homecoming                                      | Homem-Aranha: Regresso a Casa                           | Homem-Aranha: De Volta ao Lar                               | Marvel Studios/Columbia Pictures                                      |
|                                            | 2017                                                 | Jagga Jasoos                                                | Jagga Jasoos                                            | Jagga Jasoos                                                | Walt Disney Pictures India/UTV Motion Pictures                        |
| Posledniy bogatyr                          | 2017                                                 |                                                             |                                                         | Walt Disney Studios Motion Pictures CIS                     |                                                                       |
|                                            | 2017                                                 | Thor: Ragnarok                                              | Thor: Ragnarok                                          | Thor: Ragnarok                                              | Marvel Studios                                                        |
|                                            | 2017                                                 | Coco                                                        | Coco                                                    | Viva - A Vida é uma Festa                                   | Pixar Animation Studios                                               |
|                                            | 2017                                                 | The Dreaming Man                                            |                                                         |                                                             | SMG Pictures/Walt Disney Studios                                      |
|                                            | 2017                                                 | Star Wars: The Last Jedi                                    | Star Wars: Episódio VIII - Os Últimos Jedi              | Star Wars: Episódio VIII - Os Últimos Jedi                  | Lucasfilm, Ltd.                                                       |
|                                            | 2018                                                 | Black Panther                                               | Black Panther                                           | Pantera Negra                                               | Marvel Studios                                                        |
|                                            | 2018                                                 | Zombies                                                     | Zombies                                                 | Zombies                                                     | Disney Channel Original Movies                                        |
|                                            | 2018                                                 | A Wrinkle in Time                                           | Uma Viagem no Tempo                                     | Uma Dobra no Tempo                                          | Walt Disney Animation Studios                                         |
|                                            | 2018                                                 | Avengers: Infinity War                                      | Vingadores: Guerra do Infinito                          | Vingadores: Guerra Infinita                                 | Marvel Studios                                                        |
|                                            | 2018                                                 | Solo: A Star Wars Story                                     | Han Solo: Uma História de Star Wars                     | Han Solo: Uma História Star Wars                            | Lucasfilm, Ltd.                                                       |
|                                            | 2018                                                 | Incredibles 2                                               | The Incredibles 2: Os Super-Heróis                      | Os Incríveis 2                                              | Pixar Animation Studios                                               |
|                                            | 2018                                                 | Ant-Man and the Wasp                                        | Homem-Formiga e a Vespa                                 | Homem-Formiga e a Vespa                                     | Marvel Studios                                                        |
|                                            | 2018                                                 | Freaky Friday                                               | Sexta-Feira de Loucos!                                  | Freaky Friday: Sexta-Feira Muito Louca                      | Disney Channel Original Movies                                        |
|                                            | 2018                                                 | Christopher Robin                                           | Christopher Robin                                       | Christopher Robin: Um Reencontro Inesquecível               | Walt Disney Studios Motion Pictures                                   |
| The Nutcracker and the Four Realms         | 2018                                                 | O Quebra-Nozes e os Quatro Reinos                           | O Quebra-Nozes e os Quatro Reinos                       | Walt Disney Pictures                                        |                                                                       |
|                                            | 2018                                                 | Ralph Breaks the Internet                                   | Ralph vs Internet                                       | WiFi Ralph: Quebrando a Internet                            | Walt Disney Animation Studios                                         |
|                                            | 2018                                                 | Life-Size 2                                                 |                                                         | A Boneca que Virou Gente 2                                  | ABC/Freeform Movies                                                   |
|                                            | 2018                                                 | Mary Poppins Returns                                        | O Regresso de Mary Poppins                              | O Retorno de Mary Poppins                                   | Walt Disney Studios Motion Pictures                                   |
|                                            | 2019                                                 | Glass                                                       | Glass                                                   | Vidro                                                       | Blumhouse Productions/Walt Disney Studios Motion Pictures             |
|                                            | 2019                                                 | Kim Possible                                                | Kim Possible                                            | Kim Possible                                                | Disney Channel Original Movies                                        |
|                                            | 2019                                                 | Captain Marvel                                              | Captain Marvel (Capitão Marvel)                         | Capitã Marvel                                               | Marvel Studios                                                        |
|                                            | 2019                                                 | Dumbo                                                       | Dumbo                                                   | Dumbo                                                       | Walt Disney Pictures                                                  |
|                                            | 2019                                                 | Penguins                                                    | Penguins                                                | Pinguins                                                    | Disneynature                                                          |
|                                            | 2019                                                 | Breakthrough                                                | Um Ato de Fé                                            | Superação - O Milagre da Fé                                 | 20th Century Studios/Fox 2000 Pictures                                |
|                                            | 2019                                                 | Avengers: Endgame                                           | Vingadores: Endgame                                     | Vingadores: Ultimato                                        | Marvel Studios                                                        |
|                                            | 2019                                                 | Tolkien                                                     | Tolkien                                                 | Tolkien                                                     | Searchlight Pictures                                                  |
|                                            | 2019                                                 | Aladdin                                                     | Aladdin                                                 | Aladdin                                                     | Walt Disney Pictures                                                  |
|                                            | 2019                                                 | Dark Phoenix                                                | X-Men: Fénix Negra                                      | X-Men: Fênix Negra                                          | 20th Century Studios & Marvel Entertainment                           |
|                                            | 2019                                                 | Toy Story 4                                                 | Toy Story 4                                             | Toy Story 4                                                 | Pixar Animation Studios                                               |
|                                            | 2019                                                 | Spider-Man: Far From Home                                   | Homem-Aranha: Longe de Casa                             | Homem-Aranha: Longe de Casa                                 | Marvel Studios/Columbia Pictures                                      |
|                                            | 2019                                                 | Stuber                                                      | Stuber                                                  | Stuber - A Corrida Maluca                                   | 20th Century Studios                                                  |
|                                            | 2019                                                 | The Lion King                                               | O Rei Leão                                              | O Rei Leão                                                  | Walt Disney Pictures                                                  |
|                                            | 2019                                                 | Descendants 3                                               | Os Descendentes 3                                       | Descendentes 3                                              | Disney Channel Original Movies                                        |
|                                            | 2019                                                 | The Art of Racing in the Rain                               | A Vida de um Campeão                                    | Meu Amigo Enzo                                              | 20th Century Studios                                                  |
|                                            | 2019                                                 | Ready or Not                                                | Ready or Not - O Ritual                                 | Casamento Sangrento                                         | Searchlight Pictures                                                  |
|                                            | 2019                                                 | Ad Astra                                                    | Ad Astra                                                | Ad Astra: Rumo às Estrelas                                  | 20th Century Studios                                                  |
|                                            | 2019                                                 | Lucy in the Sky                                             | Lucy in the Sky                                         | Lucy in the Sky: Uma Lágrima na Imensidão                   | Searchlight Pictures                                                  |
|                                            | 2019                                                 | Little Monsters                                             |                                                         | Pequenos Monstros                                           | Hulu                                                                  |
|                                            | 2019                                                 | Maleficent: Mistress of Evil                                | Maléfica: Mestre do Mal                                 | Malévola: Dona do Mal                                       | Walt Disney Pictures                                                  |
|                                            | 2019                                                 | Jojo Rabbit                                                 | Jojo Rabbit                                             | Jojo Rabbit                                                 | Searchlight Pictures                                                  |
|                                            | 2019                                                 | Wounds                                                      |                                                         | Contato Visceral                                            | Hulu                                                                  |
|                                            | 2019                                                 | Terminator: Dark Fate                                       | O Exterminador Implacável: Destino Sombrio              | O Exterminador do Futuro: Destino Sombrio                   | 20th Century Studios/Skydance Productions                             |
|                                            | 2019                                                 | Lady and the Tramp                                          | A Dama e o Vagabundo                                    | A Dama e o Vagabundo                                        | Disney+                                                               |
| Noelle                                     | 2019                                                 | Noelle                                                      | Noelle                                                  |                                                             | Disney+                                                               |
|                                            | 2019                                                 | Ford v Ferrari                                              | Le Mans 66: O Duelo                                     | Ford vs Ferrari                                             | 20th Century Studios                                                  |
|                                            | 2019                                                 | Frozen II                                                   | Frozen II                                               | Frozen II                                                   | Walt Disney Animation Studios                                         |
|                                            | 2019                                                 | One Day at Disney                                           | Um Dia na Disney                                        | Um Dia na Disney                                            | Disney Publishing Worldwide/Endeavor Content/Disney+                  |
|                                            | 2019                                                 | A Hidden Life                                               | Uma Vida Escondida                                      | Uma Vida Oculta                                             | Searchlight Pictures                                                  |
|                                            | 2019                                                 | Star Wars: The Rise of Skywalker                            | Star Wars: Episódio IX - A Ascensão Skywalker           | Star Wars: Episódio IX - A Ascensão Skywalker               | Lucasfilm, Ltd.                                                       |
|                                            | 2019                                                 | Togo                                                        | Togo                                                    | Togo                                                        | Disney+                                                               |
|                                            | 2019                                                 | Spies in Disguise                                           | Armados em Espiões                                      | Um Espião Animal                                            | Blue Sky Studios                                                      |

## Década de 2020
| Ano de Lançamento                                        | Ano de Lançamento                   | Título original                                                    | Título em Portugal                                                    | Título no Brasil                                                                                                | Co-Produção                                                                         |
| -------------------------------------------------------- | ----------------------------------- | ------------------------------------------------------------------ | --------------------------------------------------------------------- | --- | ----------------------------------------------------------------------------------- |
|                                                          | 2020                                | Underwater                                                         | Submersos                                                             | Ameaça Profunda                                                                                                 | 20th Century Studios                                                                |
|                                                          | 2020                                | Timmy Failure: Mistakes Were Made                                  | Timmy Fiasco: Sempre a Meter Água                                     | Timmy Fiasco | Walt Disney Pictures/Etalon Films/Slow Pony Pictures/Whitaker Entertainment/Disney+ |
|                                                          | 2020                                | Downhill                                                           | Downhill                                                              | Downhill | Searchlight Pictures                                                                |
|                                                          | 2020                                | Zombies 2                                                          | Zombies 2                                                             | Zombies 2 | Disney Channel Original Movies                                                      |
|                                                          | 2020                                | The Call of the Wild                                               | O Apelo Selvagem                                                      | O Chamado da Floresta                                                                                           | 20th Century Studios                                                                |
|                                                          | 2020                                | Wendy                                                              | Wendy                                                                 | Wendy | Searchlight Pictures                                                                |
|                                                          | 2020                                | Onward                                                             | Bora Lá                                                               | Dois Irmãos: Uma Jornada Fantástica                                                                             | Pixar Animation Studios                                                             |
|                                                          | 2020                                | Big Time Adolescence                                               |                                                                       | Amizade Adolescente                                                                                             | Hulu                                                                                |
|                                                          | 2020                                | Stargirl                                                           | Stargirl                                                              | A Extraordinária Garota Chamada Estrela                                                                         | Walt Disney Pictures/Gotham Group/Hahnscape Entertainment/Disney+                   |
| Dolphin Reef                                             | 2020                                | O Recife do Golfinho                                               | Aventuras no Fundo do Mar                                             | Disneynature/Silverback Films/Disney+                                                                           |                                                                                     |
| Elephant                                                 | 2020                                | Os Elefantes                                                       | Elefante                                                              | Disneynature/Disney+                                                                                            |                                                                                     |
| Artemis Fowl                                             | 2020                                | Artemis Fowl                                                       | Artemis Fowl: O Mundo Secreto                                         | Walt Disney Pictures/TriBeCa Productions/Marzano Films/Disney+                                                  |                                                                                     |
| Hamilton                                                 | 2020                                | Hamilton                                                           | Hamilton                                                              | Walt Disney Pictures/5000 Broadway Productions/Nevis Productions/Old 320 Sycamore Pictures/RadicalMedia/Disney+ |                                                                                     |
|                                                          | 2020                                | Palm Springs                                                       |                                                                       | Palm Springs | Hulu                                                                                |
|                                                          | 2020                                | Black Is King                                                      | Black Is King                                                         | Black Is King                                                                                                   | Walt Disney Pictures/Parkwood Entertainment/Disney+                                 |
|                                                          | 2020                                | Upside-Down Magic                                                  | Magia ao Contrário                                                    | Upside-Down Magic: Escola de Magia                                                                              | Disney Channel Original Movies                                                      |
|                                                          | 2020                                | Howard                                                             | Howard                                                                | Howard: Sons de um Gênio                                                                                        | Stone Circle Pictures/Disney+                                                       |
| Magic Camp                                               | 2020                                | Campo de Magia                                                     | Magic Camp                                                            | Team Todd/Disney+                                                                                               |                                                                                     |
| The One and Only Ivan                                    | 2020                                | O Único e Incomparável Ivan                                        | O Grande Ivan                                                         | Walt Disney Pictures/Jolie Pas Productions/Allison Shearmur Productions/Disney+                                 |                                                                                     |
| Phineas and Ferb the Movie: Candace Against the Universe | 2020                                | Phineas e Ferb, o Filme: Candace Contra o Universo                 | Phineas e Ferb, o Filme: Candace Contra o Universo                    | Disney Television Animation/Disney+                                                                             |                                                                                     |
|                                                          | 2020                                | The New Mutants                                                    | Os Novos Mutantes                                                     | Os Novos Mutantes                                                                                               | 20th Century Studios & Marvel Entertainment                                         |
|                                                          | 2020                                | The Personal History of David Copperfield                          | A Vida Extraordinária de David Copperfield                            | A História Pessoal de David Copperfield                                                                         | Searchlight Pictures/Lions Gate Entertainment                                       |
|                                                          | 2020                                | The Binge                                                          |                                                                       | The Binge | Hulu                                                                                |
|                                                          | 2020                                | Mulan                                                              | Mulan                                                                 | Mulan | Walt Disney Pictures                                                                |
|                                                          | 2020                                | Books of Blood                                                     |                                                                       | | Hulu                                                                                |
|                                                          | 2020                                | The Empty Man                                                      | The Empty Man                                                         | O Mensageiro do Último Dia                                                                                      | 20th Century Studios                                                                |
|                                                          | 2020                                | Bad Hair                                                           |                                                                       | Bad Hair | Hulu                                                                                |
|                                                          | 2020                                | Secret Society of Second-Born Royals                               | Sociedade Secreta dos Príncipes Não Herdeiros                         | Sociedade Secreta dos Segundos Filhos Reais                                                                     | Gulfstream Pictures/Maple Plus Productions Inc./Disney+                             |
| Clouds                                                   | 2020                                | Clouds                                                             | Clouds                                                                | Warner Bros. Pictures/Wayfarer Studios/Mad Chance Productions/La Scala Films/Disney+                            |                                                                                     |
|                                                          | 2020                                | Run                                                                | Corre!                                                                | Fuja | Hulu                                                                                |
|                                                          | 2020                                | Folklore: The Long Pond Studio Sessions                            | Folklore: As Gravações no Long Pond Studio                            | Folklore: Sessões no Long Pond Studio                                                                           | Taylor Swift Productions/Big Branch Productions/Disney+                             |
|                                                          | 2020                                | Happiest Season                                                    | Segredo em Família                                                    | Alguém Avisa?                                                                                                   | Hulu                                                                                |
|                                                          | 2020                                | Black Beauty                                                       | Beleza Negra                                                          | Beleza Negra: Uma Amizade Verdadeira                                                                            | Constantin Film/JB Pictures/Bolt Pictures/Moonlighting Films/Disney+                |
| Godmothered                                              | 2020                                | Amadrinhadas                                                       | Fada Madrinha                                                         | Walt Disney Pictures/The Montecito Picture Company/Disney+                                                      |                                                                                     |
| Safety                                                   | 2020                                | Safety                                                             | Safety                                                                | Walt Disney Pictures/Mayhem Pictures/Select Films/Disney+                                                       |                                                                                     |
| Soul                                                     | 2020                                | Soul: Uma Aventura com Alma                                        | Soul                                                                  | Pixar Animation Studios/Disney+                                                                                 |                                                                                     |
|                                                          | 2021                                | Posledniy bogatyr. Koren' Zla                                      |                                                                       | | Walt Disney Pictures                                                                |
|                                                          | 2021                                | The Ultimate Playlist of Noise                                     |                                                                       | | Hulu                                                                                |
|                                                          | 2021                                | Marvel's Behind the Mask                                           | Marvel: Detrás da Máscara                                             | Marvel Por Trás da Máscara                                                                                      | Marvel Entertainment/Disney+                                                        |
|                                                          | 2021                                | Nomadland                                                          | Nomadland - Sobreviver na América                                     | Nomadland | Searchlight Pictures                                                                |
|                                                          | 2021                                | Flora & Ulysses                                                    | As Aventuras de Flora e Ulisses                                       | Flora e Ulysses                                                                                                 | Walt Disney Pictures/Netter Productions/Disney+                                     |
| BIA: Un mundo al revés                                   | 2021                                |                                                                    | Bia: Um Mundo do Avesso                                               | Disney+ |                                                                                     |
|                                                          | 2021                                | The United States vs. Billie Holiday                               | Estados Unidos vs. Billie Holiday                                     | Estados Unidos vs. Billie Holiday                                                                               | Hulu                                                                                |
|                                                          | 2021                                | Soy Luna: El último concierto                                      |                                                                       | Sou Luna: O Último Show                                                                                         | Disney+                                                                             |
|                                                          | 2021                                | Raya and the Last Dragon                                           | Raya e o Último Dragão                                                | Raya e o Último Dragão                                                                                          | Walt Disney Animation Studios                                                       |
|                                                          | 2021                                | Boss Level                                                         | Boss Level - O Último Nível                                           | Boss Level - O Último Nível                                                                                     | Hulu                                                                                |
|                                                          | 2021                                | Own the Room                                                       | Jovens Empreendedores                                                 | A Melhor Ideia                                                                                                  | National Geographic Documentary Films/Disney+                                       |
|                                                          | 2021                                | The Woman in the Window                                            | A Mulher à Janela                                                     | A Mulher na Janela                                                                                              | 20th Century Studios/Netflix                                                        |
|                                                          | 2021                                | Cruella                                                            | Cruella                                                               | Cruella | Walt Disney Pictures                                                                |
|                                                          | 2021                                | Plan B                                                             |                                                                       | Plano B | Hulu                                                                                |
|                                                          | 2021                                | Luca                                                               | Luca                                                                  | Luca | Pixar Animation Studios/Disney+                                                     |
| Wolfgang                                                 | 2021                                | Wolfgang                                                           | Wolfgang: O Chef Celebridade                                          | Disney+ |                                                                                     |
|                                                          | 2021                                | False Positive                                                     | Falso Positivo                                                        | | Hulu                                                                                |
|                                                          | 2021                                | Summer of Soul (...Or, When the Revolution Could Not Be Televised) | Summer of Soul (...ou, Quando a Revolução Não Pôde Ser Televisionada) | Summer of Soul (...ou, Quando a Revolução Não Pôde Ser Televisionada)                                           | Searchlight Pictures                                                                |
|                                                          | 2021                                | Black Widow                                                        | Viúva Negra                                                           | Viúva Negra | Marvel Studios                                                                      |
|                                                          | 2021                                | Stuntman                                                           | Stuntman: O Rosto Invisível                                           | Dublê de Risco                                                                                                  | Seven Bucks Productions/Driven Pictures/Endeavor Content/Disney+                    |
| Playing with Sharks                                      | 2021                                | Brincando com Tubarões                                             | Brincando com Tubarões                                                | National Geographic Documentary Films/Disney+                                                                   |                                                                                     |
|                                                          | 2021                                | Jungle Cruise                                                      | Jungle Cruise: A Maldição nos Confins da Selva                        | Jungle Cruise                                                                                                   | Walt Disney Pictures                                                                |
|                                                          | 2021                                | Free Guy                                                           | Free Guy: Herói Improvável                                            | Free Guy: Assumindo o Controle                                                                                  | 20th Century Studios                                                                |
|                                                          | 2021                                | Spin                                                               | Spin                                                                  | Spin | Disney Channel Original Movies                                                      |
|                                                          | 2021                                | The Night House                                                    | The Night House - Segredo Obscuro                                     | A Casa Sombria                                                                                                  | Searchlight Pictures                                                                |
|                                                          | 2021                                | Vacation Friends                                                   | Amigos Passageiros                                                    | Amizade de Férias                                                                                               | 20th Century Studios/Hulu                                                           |
|                                                          | 2021                                | Shang-Chi and the Legend of the Ten Rings                          | Shang-Chi e a Lenda dos Dez Anéis                                     | Shang-Chi e a Lenda dos Dez Anéis                                                                               | Marvel Studios                                                                      |
|                                                          | 2021                                | Happier Than Ever: A Love Letter to Los Angeles                    | Happier Than Ever: Carta de Amor a Los Angeles                        | Happier Than Ever: Uma Carta de Amor Para Los Angeles                                                           | Interscope Records/Darkroom Productions/Nexus Studios/Disney+                       |
|                                                          | 2021                                | The Eyes of Tammy Faye                                             | Os Olhos de Tammy Faye                                                | Os Olhos de Tammy Faye                                                                                          | Searchlight Pictures                                                                |
|                                                          | 2021                                | Under Wraps                                                        | Uma Loucura de Múmia!                                                 | Under Wraps: Uma Múmia no Halloween                                                                             | Disney Channel Original Movies                                                      |
|                                                          | 2021                                | The Last Duel                                                      | O Último Duelo                                                        | O Último Duelo                                                                                                  | 20th Century Studios                                                                |
| Ron's Gone Wrong                                         | 2021                                | Ron Dá Erro                                                        | Ron Bugado                                                            | | 20th Century Studios                                                                |
|                                                          | 2021                                | The French Dispatch                                                | Crónicas de França do Liberty, Kansas Evening Sun                     | A Crônica Francesa                                                                                              | Searchlight Pictures                                                                |
| Antlers                                                  | 2021                                | Faminto                                                            | Espíritos Obscuros                                                    | | Searchlight Pictures                                                                |
|                                                          | 2021                                | Eternals                                                           | Eternals (Eternos)                                                    | Eternos | Marvel Studios                                                                      |
|                                                          | 2021                                | Home Sweet Home Alone                                              | Sozinho em... Lar Doce Lar                                            | Esqueceram de Mim no Lar, Doce Lar                                                                              | 20th Century Studios/Disney+                                                        |
|                                                          | 2021                                | Encanto                                                            | Encanto                                                               | Encanto | Walt Disney Animation Studios                                                       |
|                                                          | 2021                                | Christmas Again                                                    | Presa ao Natal                                                        | De Novo Natal?                                                                                                  | Disney Channel Original Movies                                                      |
|                                                          | 2021                                | Diary of a Wimpy Kid                                               | Diário de um Banana                                                   | Diário de um Banana                                                                                             | 20th Century Studios/Disney+                                                        |
|                                                          | 2021                                | West Side Story                                                    | West Side Story                                                       | Amor, Sublime Amor                                                                                              | 20th Century Studios                                                                |
|                                                          | 2021                                | Nightmare Alley                                                    | Nightmare Alley - Beco das Almas Perdidas                             | O Beco do Pesadelo                                                                                              | Searchlight Pictures                                                                |
|                                                          | 2021                                | Spider-Man: No Way Home                                            | Homem-Aranha: Sem Volta a Casa                                        | Homem-Aranha: Sem Volta Para Casa                                                                               | Marvel Studios                                                                      |
|                                                          | 2021                                | Mother/Android                                                     |                                                                       | Mãe x Androides                                                                                                 | Hulu                                                                                |
|                                                          | 2021                                | The King's Man                                                     | The King's Man: O Início                                              | King's Man: A Origem                                                                                            | 20th Century Studios                                                                |
|                                                          | 2021                                | Posledniy bogatyr 3                                                |                                                                       | | Walt Disney Pictures                                                                |
|                                                          | 2022                                | Sex Appeal                                                         |                                                                       | Sex Appeal | Hulu                                                                                |
|                                                          | 2022                                | Noche Americana                                                    |                                                                       | | Star Original Productions                                                           |
| A Jaula                                                  | 2022                                |                                                                    |                                                                       | Buena Vista International                                                                                       |                                                                                     |
| Competencia Oficial                                      | 2022                                | Competição Oficial                                                 | Competição Oficial                                                    | Buena Vista International                                                                                       |                                                                                     |
| Vale Night                                               | 2022                                |                                                                    |                                                                       | Buena Vista International                                                                                       |                                                                                     |
|                                                          | 2022                                | The Beatles: Get Back - The Rooftop Concert                        | The Beatles: Get Back - The Rooftop Concert                           | The Beatles Get Back - O Último Show                                                                            | Walt Disney Studios Motion Pictures/Apple Corps/WingNut Films                       |
|                                                          | 2022                                | The Ice Age Adventures of Buck Wild                                | A Idade do Gelo: As Aventuras de Buck                                 | A Era do Gelo: As Aventuras de Buck                                                                             | 20th Century Studios/Disney+                                                        |
|                                                          | 2022                                | Death on the Nile                                                  | Morte no Nilo                                                         | Morte no Nilo                                                                                                   | 20th Century Studios                                                                |
|                                                          | 2022                                | No Exit                                                            | Sem Saída                                                             | Sem Saída | 20th Century Studios/Hulu                                                           |
| Fresh                                                    | 2022                                | Fresh                                                              | Fresh                                                                 | Searchlight Pictures/Hulu                                                                                       |                                                                                     |
|                                                          | 2022                                | Turning Red                                                        | Turning Red - Estranhamente Vermelho                                  | Red: Crescer é uma Fera                                                                                         | Pixar Animation Studios/Disney+                                                     |
| Cheaper by the Dozen                                     | 2022                                | À Dúzia é Mais Barato                                              | Doze é Demais                                                         | 20th Century Studios/Disney+                                                                                    |                                                                                     |
| More Than Robots                                         | 2022                                | Mais Que Robots                                                    | Mais que Robôs                                                        | Lucasfilm/Supper Club/Disney+                                                                                   |                                                                                     |
|                                                          | 2022                                | Deep Water                                                         |                                                                       | Águas Profundas                                                                                                 | 20th Century Studios/Hulu                                                           |
|                                                          | 2022                                | Incompatível                                                       |                                                                       | | 20th Century Fox                                                                    |
|                                                          | 2022                                | El Buen Patrón                                                     |                                                                       | | Star Original Productions                                                           |
|                                                          | 2022                                | OLIVIA RODRIGO: driving home 2 u (a SOUR film)                     | OLIVIA RODRIGO: driving home 2 u (um filme SOUR)                      | OLIVIA RODRIGO: dirigindo até você (SOUR: o filme)                                                              | Interscope Records/Supper Club/Disney+                                              |
| Better Nate Than Ever                                    | 2022                                | Nate: Talento Nato                                                 | Apresentando, Nate                                                    | Walt Disney Pictures/Marc Platt Productions/Disney+                                                             |                                                                                     |
| Polar Bear                                               | 2022                                | Ursa Polar                                                         | A Ursa Polar                                                          | Disneynature/Disney+                                                                                            |                                                                                     |
|                                                          | 2022                                | Crush                                                              |                                                                       | Crush: Amor Colorido                                                                                            | Hulu                                                                                |
|                                                          | 2022                                | Doctor Strange in the Multiverse of Madness                        | Doutor Estranho no Multiverso da Loucura                              | Doutor Estranho no Multiverso da Loucura                                                                        | Marvel Studios                                                                      |
|                                                          | 2022                                | Sneakerella                                                        | Sneakerella                                                           | Os Tênis Encantados                                                                                             | Disney Branded Television/Jane Startz Productions/Maple Plus Productions/Disney+    |
| Chip 'n Dale: Rescue Rangers                             | 2022                                | Tico e Teco: O Comando Salvador                                    | Tico e Teco: Defensores da Lei                                        | Walt Disney Pictures/Mandeville Films/Disney+                                                                   |                                                                                     |
|                                                          | 2022                                | Franlin, Historia de Un Billete                                    |                                                                       | | Star Original Productions                                                           |
| Quatro Amigas Numa Fria                                  | 2022                                |                                                                    |                                                                       | Buena Vista International                                                                                       |                                                                                     |
|                                                          | 2022                                | The Valet                                                          | O Valet                                                               | Casal de Fachada                                                                                                | Hulu                                                                                |
|                                                          | 2022                                | The Bob's Burgers Movie                                            | Bob's Burgers: O Filme                                                | Bob's Burgers: O Filme                                                                                          | 20th Century Studios                                                                |
|                                                          | 2022                                | We Feed People                                                     |                                                                       | Cozinhas de Emergência                                                                                          | National Geographic Documentary Films/Disney+                                       |
| Hollywood Stargirl                                       | 2022                                | Hollywood Stargirl                                                 | A Extraordinária Garota Chamada Estrela em Hollywood                  | Walt Disney Pictures/Gotham Group/Disney+                                                                       |                                                                                     |
|                                                          | 2022                                | Fire Island                                                        | Fire Island                                                           | Fire Island: Orgulho & Sedução                                                                                  | Searchlight Pictures/Hulu                                                           |
| Good Luck to You, Leo Grande                             | 2022                                | Boa Sorte, Leo Grande                                              | Boa Sorte, Leo Grande                                                 | | Searchlight Pictures/Hulu                                                           |
|                                                          | 2022                                | Lightyear                                                          | Buzz Lightyear                                                        | Lightyear | Pixar Animation Studios                                                             |
|                                                          | 2022                                | Rise                                                               | Rise: A História dos Antetokounmpo                                    | Rise | Walt Disney Pictures/Faliro House Productions/Disney+                               |
| Trevor: The Musical                                      | 2022                                | Trevor: O Musical                                                  | Trevor: O Musical                                                     | Walt Disney Pictures/RadicalMedia/Disney+                                                                       |                                                                                     |
|                                                          | 2022                                | The Princess                                                       | Princesa: Em Defesa do Trono                                          | A Princesa | 20th Century Studios/Hulu                                                           |
|                                                          | 2022                                | Thor: Love and Thunder                                             | Thor: Amor e Trovão                                                   | Thor: Amor e Trovão                                                                                             | Marvel Studios                                                                      |
|                                                          | 2022                                | La Gallina Turuleca                                                |                                                                       | | Star Original Productions                                                           |
|                                                          | 2022                                | Zombies 3                                                          | Zombies 3                                                             | Zombies 3 | Disney Channel/Disney+                                                              |
|                                                          | 2022                                | Ela e Eu                                                           |                                                                       | | 20th Century Fox                                                                    |
|                                                          | 2022                                | Not Okay                                                           | Não Está Tudo Bem                                                     | Influencer de Mentira                                                                                           | Searchlight Pictures/Hulu                                                           |
| Prey                                                     | 2022                                | O Predador: Primeira Presa                                         | O Predador: A Caçada                                                  | 20th Century Studios/Hulu                                                                                       |                                                                                     |
|                                                          | 2022                                | 30 Noches Con Mi Ex                                                |                                                                       | | Star Original Productions                                                           |
|                                                          | 2022                                | Barbarian                                                          |                                                                       | Noites Brutais                                                                                                  | 20th Century Studios                                                                |
|                                                          | 2022                                | Empire of Light                                                    |                                                                       | O Império da Luz                                                                                                | Searchlight Pictures                                                                |
|                                                          | 2022                                | Pinocchio                                                          | Pinóquio                                                              | Pinóquio | Walt Disney Pictures/ImageMovers/Disney+                                            |
|                                                          | 2022                                | Más Respeto Que Soy Tu Madre                                       |                                                                       | | Star Original Productions                                                           |
| Minha Família Perfeita                                   | 2022                                |                                                                    |                                                                       | Buena Vista International                                                                                       |                                                                                     |
| Brahmāstra: Part One – Shiva                             | 2022                                |                                                                    |                                                                       | Star Studios |                                                                                     |
| Soy Tu Fan: La Película                                  | 2022                                |                                                                    |                                                                       | Star Original Productions                                                                                       |                                                                                     |
|                                                          | 2022                                | See How They Run                                                   |                                                                       | Veja Como Eles Correm                                                                                           | Searchlight Pictures                                                                |
|                                                          | 2022                                | Prison 77                                                          |                                                                       | | Buena Vista International                                                           |
| Babli Bouncer                                            | 2022                                |                                                                    |                                                                       | Star Studios/Disney+ Hotstar                                                                                    |                                                                                     |
| Abestalhados 2                                           | 2022                                |                                                                    |                                                                       | Buena Vista International                                                                                       |                                                                                     |
| La Exorcista                                             | 2022                                |                                                                    |                                                                       | Star Original Productions                                                                                       |                                                                                     |
|                                                          | 2022                                | Hocus Pocus 2                                                      | Três Bruxas Loucas 2                                                  | Abracadabra 2                                                                                                   | Walt Disney Pictures/David Kirschner Productions/Disney+                            |
|                                                          | 2022                                | Rosaline                                                           |                                                                       | Rosalina | 20th Century Studios/Hulu                                                           |
| Hellraiser                                               | 2022                                |                                                                    | Hellraiser: Renascido do Inferno                                      | | 20th Century Studios/Hulu                                                           |
|                                                          | 2022                                | Amsterdam                                                          | Amesterdão                                                            | Amsterdam | 20th Century Studios                                                                |
|                                                          | 2022                                | Grimcutty                                                          |                                                                       | O Meme do Mal                                                                                                   | 20th Digital Studio/Hulu                                                            |
| Matriarch                                                | 2022                                |                                                                    | A Matriarca                                                           | | 20th Digital Studio/Hulu                                                            |
|                                                          | 2022                                | The Banshees of Inisherin                                          | Os Espíritos de Inisherin                                             | Os Banshees de Inisherin                                                                                        | Searchlight Pictures                                                                |
|                                                          | 2022                                | Black Panther: Wakanda Forever                                     | Pantera Negra: Wakanda Para Sempre                                    | Pantera Negra: Wakanda Para Sempre                                                                              | Marvel Studios                                                                      |
|                                                          | 2022                                | Disenchanted                                                       | Uma História de Encantar 2                                            | Desencantada | Walt Disney Pictures/Disney+                                                        |
|                                                          | 2022                                | The Menu                                                           | O Menu                                                                | O Menu | Searchlight Pictures                                                                |
|                                                          | 2022                                | Strange World                                                      | Estranho Mundo                                                        | Mundo Estranho                                                                                                  | Walt Disney Animation Studios                                                       |
|                                                          | 2022                                | Darby and the Dead                                                 |                                                                       | Darby: A Jovem Sensitiva                                                                                        | 20th Century Studios/Hulu                                                           |
|                                                          | 2022                                | Diary of a Wimpy Kid: Rodrick Rules                                | O Diário de Um Banana: O Rodrick é Terrível                           | O Diário de Um Banana: As Regras do Rodrick                                                                     | Walt Disney Pictures/Disney+                                                        |
| Night at the Museum: Kahmunrah Rises Again               | 2022                                | À Noite, no Museu: O Regresso de Kahmunrah                         | Uma Noite no Museu: O Retorno de Kahmunrah                            | Walt Disney Pictures/21 Laps Entertainment                                                                      |                                                                                     |
| Idina Menzel: Which Way to the Stage?                    | 2022                                |                                                                    | Idina Menzel: Trajetória de Sucesso                                   | Disney+ |                                                                                     |
|                                                          | 2022                                | It's A Wonderful Binge                                             |                                                                       | Mucho Locos no Natal                                                                                            | Hulu                                                                                |
|                                                          | 2022                                | If These Walls Could Sing                                          |                                                                       | Se Estas Paredes Cantassem                                                                                      | Disney+                                                                             |
|                                                          | 2022                                | Avatar: The Way of Water                                           | Avatar: O Caminho da Água                                             | Avatar: O Caminho da Água                                                                                       | 20th Century Studios                                                                |
|                                                          | 2023                                | Las Fiestas                                                        |                                                                       | | Star Original Productions                                                           |
| Fervo                                                    | 2023                                |                                                                    |                                                                       | | Star Original Productions                                                           |
| El Método Tangalanga                                     | 2023                                |                                                                    |                                                                       | | Star Original Productions                                                           |
|                                                          | 2023                                | Titanic (relançamento)                                             |                                                                       | | 20th Century Fox                                                                    |
|                                                          | 2023                                | Ant-Man and the Wasp: Quantumania                                  | Homem-Formiga e a Vespa: Quantumania                                  | Homem-Formiga e a Vespa: Quantumania                                                                            | Marvel Studios                                                                      |
|                                                          | 2023                                | Bruiser                                                            | Valentes                                                              | Valentes | Hulu/Star                                                                           |
|                                                          | 2023                                | Selfiee                                                            |                                                                       | | Star Studios                                                                        |
| Gulmohar                                                 | 2023                                |                                                                    |                                                                       | Star Studios/Disney+ Hotstar                                                                                    |                                                                                     |
| Mari(Dos)                                                | 2023                                |                                                                    |                                                                       | Star Original Productions                                                                                       |                                                                                     |
| Sintiendolo Mucho                                        | 2023                                |                                                                    |                                                                       | Star Original Productions                                                                                       |                                                                                     |
| Asfixiados                                               | 2023                                |                                                                    |                                                                       | Star Original Productions                                                                                       |                                                                                     |
| La Situación                                             | 2023                                |                                                                    |                                                                       | Star Original Productions                                                                                       |                                                                                     |
| El Hotel de los Líos: García Y García 2                  | 2023                                |                                                                    |                                                                       | Buena Vista International                                                                                       |                                                                                     |
| El Año Del Tigre                                         | 2023                                |                                                                    |                                                                       | Star Original Productions                                                                                       |                                                                                     |
|                                                          | 2023                                | Chang Can Dunk                                                     | A Jogada de Chang                                                     | A Jogada de Chang                                                                                               | Walt Disney Pictures/Disney+                                                        |
|                                                          | 2023                                | Boston Strangler                                                   | O Estrangulador de Boston                                             | O Estrangulador de Boston                                                                                       | 20th Century Studios/Hulu/Star                                                      |
| Rye Lane                                                 | 2023                                |                                                                    |                                                                       | Searchlight Pictures/Hulu/Star                                                                                  |                                                                                     |
| Quasi                                                    | 2023                                | Quasimodo                                                          | Quasimodo                                                             | Searchlight Pictures/Hulu/Star                                                                                  |                                                                                     |
|                                                          | 2023                                | Chevalier                                                          |                                                                       | | Searchlight Pictures                                                                |
|                                                          | 2023                                | Empieza El Baile                                                   |                                                                       | | Star Original Productions                                                           |
| Desperté Con Un Sueño                                    | 2023                                |                                                                    |                                                                       | | Star Original Productions                                                           |
|                                                          | 2023                                | Peter Pan & Wendy                                                  |                                                                       | | Walt Disney Pictures/Roth/Kirschenbaum Films/Disney+                                |
|                                                          | 2023                                | Clock                                                              |                                                                       | Tic-Tac A Maternidade do Mal                                                                                    | 20th Digital Studio/Hulu/Star                                                       |
|                                                          | 2023                                | Guardians of The Galaxy Vol.3                                      | Guardiões da Galáxia Vol.3                                            | Guardiões da Galáxia Vol.3                                                                                      | Marvel Studios                                                                      |
|                                                          | 2023                                | Crater                                                             | Cratera                                                               | Cratera | Walt Disney Pictures/ Disney+                                                       |
|                                                          | 2023                                | White Men Can't Jump                                               | Homens Brancos Não Sabem Enterrar                                     | Homens Brancos Não Sabem Enterrar                                                                               | 20th Century Studios/Hulu/Star                                                      |
|                                                          | 2023                                | The Little Mermaid                                                 | A Pequena Sereia                                                      | A Pequena Sereia                                                                                                | Walt Disney Pictures                                                                |
|                                                          | 2023                                | ¿Cómo matar a Mamá?                                                |                                                                       | | Star Original Productions                                                           |
| Objetos                                                  | 2023                                |                                                                    |                                                                       | | Star Original Productions                                                           |
|                                                          | 2023                                | The Boogeyman                                                      | Boogeyman                                                             | Boogeyman: Seu Medo é Real                                                                                      | 20th Century Studios                                                                |
|                                                          | 2023                                | Flamin' Hot                                                        | Flamin' Hot: O Sabor Que Mudou a História                             | Flamin' Hot: O Sabor Que Mudou a História                                                                       | 20th Century Studios/Hulu/Disney+/Star                                              |
| Jagged Mind                                              | 2023                                | Um Eterno Primeiro Encontro                                        | Um Eterno Primeiro Encontro                                           | 20th Digital Studio/Hulu/Star                                                                                   |                                                                                     |
|                                                          | 2023                                | Elemental                                                          | Elementos                                                             | Elementos | Pixar Animation Studios                                                             |
|                                                          | 2023                                | World's Best                                                       | O Melhor do Mundo                                                     | O Melhor do Mundo                                                                                               | Walt Disney Pictures/Disney+                                                        |
|                                                          | 2023                                | Indiana Jones and the Dial of Destiny                              | Indiana Jones e a Relíquia do Destino                                 | Indiana Jones e a Relíquia do Destino                                                                           | Lucasfilm, Ltd./Walt Disney Pictures/Paramount Pictures                             |
|                                                          | 2023                                | Perdida                                                            |                                                                       | | Star Original Productions                                                           |
|                                                          | 2023                                | Theater Camp                                                       | Acampamento de Teatro                                                 | Acampamento de Teatro                                                                                           | Searchlight Pictures                                                                |
|                                                          | 2023                                | Haunted Mansion                                                    | Mansão Mal-Assombrada                                                 | Mansão Mal-Assombrada                                                                                           | Walt Disney Pictures                                                                |
|                                                          | 2023                                | Vacation Friends 2                                                 | Amizade de Férias 2                                                   | Amizade de Férias 2                                                                                             | 20th Century Studios/Hulu/Star                                                      |
|                                                          | 2023                                | Vai Ter Troco                                                      |                                                                       | | Star Original Productions                                                           |
| Oliva                                                    | 2023                                |                                                                    |                                                                       | | Star Original Productions                                                           |
|                                                          | 2023                                | A Haunting in Venice                                               | Mistério em Veneza                                                    | A Noite das Bruxas                                                                                              | 20th Century Studios                                                                |
|                                                          | 2023                                | No One Will Save You                                               | Ninguém Vai Te Salvar                                                 | Ninguém Vai Te Salvar                                                                                           | 20th Century Studios/Hulu/Star                                                      |
|                                                          | 2023                                | The Creator                                                        | O Criador                                                             | Resistência | 20th Century Studios                                                                |
|                                                          | 2023                                | Appendage                                                          | O Monstro Que Vive Em Mim                                             | O Monstro Que Vive Em Mim                                                                                       | 20th Digital Studio/Hulu/Star                                                       |
| The Mill                                                 | 2023                                | O Mistério do Moinho                                               | O Mistério do Moinho                                                  | | 20th Digital Studio/Hulu/Star                                                       |
| Quiz Lady                                                | 2023                                | Quiz Lady                                                          | Quiz Lady                                                             | 20th Century Studios/Hulu/Star                                                                                  |                                                                                     |
|                                                          | 2023                                | Welcome Al Norte                                                   |                                                                       | | Star Original Productions                                                           |
| Una Flor En El Barrio                                    | 2023                                |                                                                    |                                                                       | | Star Original Productions                                                           |
| Tumse Na Ho Payega                                       | 2023                                |                                                                    |                                                                       | Star Studios/ Disney+ Hotstar                                                                                   |                                                                                     |
|                                                          | 2023                                | The Marvels                                                        | As Marvels                                                            | As Marvels | Marvel Studios                                                                      |
|                                                          | 2023                                | Dashing Through The Snow                                           | Um Chamado Natalino                                                   | Um Chamado Natalino                                                                                             | Walt Disney Pictures/Disney+                                                        |
|                                                          | 2023                                | Next Goal Wins                                                     | O Próximo a Marcar Ganha                                              | Quem Fizer Ganha                                                                                                | Searchlight Pictures                                                                |
|                                                          | 2023                                | Apurva                                                             |                                                                       | | Star Studios                                                                        |
| Não Tem Volta                                            | 2023                                |                                                                    |                                                                       | Star Original Productions                                                                                       |                                                                                     |
|                                                          | 2023                                | Wish                                                               | Wish: O Poder dos Desejos                                             | Wish: O Poder dos Desejos                                                                                       | Walt Disney Animation Studios                                                       |
|                                                          | 2023                                | Diary of a Wimpy Kid Christmas: Cabin Fever                        | Diário de um Banana no Natal: A Casa dos Horrores                     | Diário de um Banana no Natal: A Casa dos Horrores                                                               | Walt Disney Pictures/Disney+                                                        |
|                                                          | 2023                                | Poor Things                                                        | Pobres Criaturas                                                      | Pobres Criaturas                                                                                                | Searchlight Pictures                                                                |
| All Of Us Strangers                                      | 2023                                | Todos Nós Desconhecidos                                            | Todos Nós Desconhecidos                                               | | Searchlight Pictures                                                                |
|                                                          | 2023                                | O Sequestro do Voo 375                                             |                                                                       | | Star Original Productions                                                           |
| 2024                                                     | Nosso Lar 2: Os Mensageiros         |                                                                    |                                                                       | | Star Original Productions                                                           |
| 2024                                                     |                                     | Suncoast                                                           | Suncoast                                                              | Suncoast | Searchlight Pictures/Hulu/Star                                                      |
| 2024                                                     |                                     | Cedo Demais                                                        |                                                                       | | Star Original Productions                                                           |
| 2024                                                     | Por Tus Muertos                     |                                                                    |                                                                       | | Star Original Productions                                                           |
| 2024                                                     | Canta y no Llores                   |                                                                    |                                                                       | | Star Original Productions                                                           |
| 2024                                                     | Como El Mar                         |                                                                    |                                                                       | | Star Original Productions                                                           |
| 2024                                                     |                                     | Prom Dates                                                         | Dates de Formatura                                                    | Dates de Formatura                                                                                              | American High/Hulu/Star                                                             |
| 2024                                                     |                                     | Madu                                                               | Madu                                                                  | Madu | Disney Original Documentary/Disney+                                                 |
| 2024                                                     |                                     | The First Omen                                                     | O Génio do Mal: O Início                                              | A Primeira Profecia                                                                                             | 20th Century Studios                                                                |
| 2024                                                     |                                     | The Greatest Hits                                                  | Grandes Hits                                                          | Grandes Hits | Searchlight Pictures/Hulu/Star                                                      |
| 2024                                                     |                                     | Vidente Por Acidente                                               |                                                                       | | Star Original Productions                                                           |
| 2024                                                     |                                     | Tiger                                                              | Tigre                                                                 | Tigre | Disneynature/Disney+                                                                |
| 2024                                                     |                                     | Kingdom of the Planet of the Apes                                  | O Reino do Planeta dos Macacos                                        | Planeta dos Macacos: O Reinado                                                                                  | 20th Century Studios                                                                |
| 2024                                                     |                                     | The Beach Boys                                                     | The Beach Boys                                                        | The Beach Boys                                                                                                  | Walt Disney Pictures/Disney+                                                        |
| 2024                                                     | Jim Henson Idea Man                 | Jim Henson, O Homem-Ideia                                          | Jim Henson, O Homem-Ideia                                             | Disney Original Documentary/Disney+                                                                             |                                                                                     |
| 2024                                                     |                                     | V De Victor                                                        |                                                                       | | Star Original Productions                                                           |
| 2024                                                     |                                     | Young Woman and the Sea                                            | A Jovem e o Mar                                                       | A Jovem e o Mar                                                                                                 | Walt Disney Pictures/Disney+                                                        |
| 2024                                                     |                                     | Inside Out 2                                                       | Divertida-Mente 2                                                     | Divertida Mente 2                                                                                               | Pixar Animation Studios                                                             |
| 2024                                                     |                                     | Descendants: The Rise of Red                                       | Os Descendentes: Coração Rebelde                                      | Descendentes: A Ascensão de Copas                                                                               | Disney+                                                                             |
| 2024                                                     |                                     | Avassaladoras 2.0                                                  |                                                                       | | Star Original Productions                                                           |
| 2024                                                     |                                     | Kinds of Kindness                                                  | Histórias de Bondade                                                  | Tipos de Gentileza                                                                                              | Searchlight Pictures                                                                |
| 2024                                                     |                                     | Deadpool & Wolverine                                               | Deadpool & Wolverine                                                  | Deadpool & Wolverine                                                                                            | Marvel Studios                                                                      |
| 2024                                                     |                                     | Culpa Cero                                                         |                                                                       | | Star Original Productions                                                           |
| 2024                                                     | Cuerpo Escombro                     |                                                                    |                                                                       | Buena Vista International                                                                                       |                                                                                     |
| 2024                                                     |                                     | Alien: Romulus                                                     | Alien: Romulus                                                        | Alien: Romulus                                                                                                  | 20th Century Studios                                                                |
| 2024                                                     |                                     | The Supremes At Earl's-All-You-Can-Eat                             | Três Amigas, Todos os Domingos                                        | Três Amigas, Todos os Domingos                                                                                  | Searchlight Pictures/Hulu/Star                                                      |
| 2024                                                     |                                     | Una Jirafa En El Balcón                                            |                                                                       | | Star Original Productions                                                           |
| 2024                                                     | Linda                               |                                                                    |                                                                       | | Star Original Productions                                                           |
| 2024                                                     |                                     | She Taught Love                                                    | Ela Me Ensinou a Amar                                                 | Ela Me Ensinou a Amar                                                                                           | Andscape/Hulu/Star                                                                  |
| 2024                                                     |                                     | El Jockey                                                          |                                                                       | | Star Original Productions                                                           |
| 2024                                                     | Soy Nevenka                         |                                                                    |                                                                       | Buena Vista International                                                                                       |                                                                                     |
| 2024                                                     | Un Viaje Al Corazón: The Wingwalker |                                                                    |                                                                       | Star Original Productions                                                                                       |                                                                                     |
| 2024                                                     |                                     | Hold Your Breath                                                   | Não Respires                                                          | Prenda a Respiração                                                                                             | Searchlight Pictures/Hulu/Star                                                      |
| 2024                                                     |                                     | Tudo Por Um Pop Star 2                                             |                                                                       | | Star Original Productions                                                           |
| 2024                                                     | Transmitzvah                        |                                                                    |                                                                       | | Star Original Productions                                                           |
| 2024                                                     |                                     | Mr. Crocket                                                        | Sr. Crocket                                                           | Sr. Crocket | WorthenBrooks/Hulu/Star                                                             |
| 2024                                                     | Carved                              | Carved: Vingança de Halloween                                      | Carved: Vingança de Halloween                                         | | WorthenBrooks/Hulu/Star                                                             |
| 2024                                                     |                                     | A Vilã das Nove                                                    |                                                                       | | Star Original Productions                                                           |
| 2024                                                     |                                     | Music By John Williams                                             | A Música de John Williams                                             | A Música de John Williams                                                                                       | Disney Original Documentary/Disney+                                                 |
| 2024                                                     |                                     | Los Domingos Mueren Más Personas                                   |                                                                       | | Star Original Productions                                                           |
| 2024                                                     | Dalia Y El Libro Rojo               |                                                                    | Dalia e o Livro Vermelho                                              | | Star Original Productions                                                           |
| 2024                                                     |                                     | Out of My Mind                                                     | Fora de Mim                                                           | Fora de Mim | Walt Disney Pictures/Disney+                                                        |
| 2024                                                     |                                     | Moana 2                                                            | Moana 2                                                               | Moana 2 | Walt Disney Animation Studios                                                       |
| 2024                                                     |                                     | Al Otro Barrio                                                     |                                                                       | | Buena Vista International                                                           |
| 2024                                                     |                                     | Nightbitch                                                         |                                                                       | Canina | Searchlight Pictures                                                                |
| 2024                                                     | A Real Pain                         | A Verdadeira Dor                                                   | A Verdadeira Dor                                                      | | Searchlight Pictures                                                                |
| 2024                                                     |                                     | Sugarcane                                                          | Sugarcane                                                             | Sugarcane | National Geographic Documentary Films/ Disney+                                      |
| 2024                                                     | Elton John: Never Too Late          | Elton John: Never Too Late                                         | Elton John: Never Too Late                                            | Disney Original Documentary/ Disney+                                                                            |                                                                                     |
| 2024                                                     | Blink                               | Blink                                                              | Blink                                                                 | National Geographic Documentary Films/ Disney+                                                                  |                                                                                     |
| 2024                                                     |                                     | Mufasa: The Lion King                                              | Mufasa: O Rei Leão                                                    | Mufasa: O Rei Leão                                                                                              | Walt Disney Pictures                                                                |
| 2024                                                     |                                     | A Complete Unknown                                                 | A Complete Unknown                                                    | Um Completo Desconhecido                                                                                        | Searchlight Pictures                                                                |
|                                                          | 2025                                | MMA - Meu Melhor Amigo                                             |                                                                       | | Star Original Productions                                                           |
|                                                          | 2025                                | Captain America: Brave New World                                   | Capitão América: Admirável Mundo Novo                                 | Capitão América: Admirável Mundo Novo                                                                           | Marvel Studios                                                                      |
|                                                          | 2025                                | Control Freak                                                      | Control Freak                                                         | Maníaco do Controle                                                                                             | WorthenBrooks/Hulu/Star                                                             |
| O'Dessa                                                  | O'Dessa                             | O'Dessa                                                            | Searchlight Pictures/Hulu/Star                                        | |                                                                                     |
|                                                          | 2025                                | Snow White                                                         | Branca de Neve                                                        | Branca de Neve                                                                                                  | Walt Disney Pictures                                                                |
|                                                          | 2025                                | Alexander and the Terrible, Horrible, No Good, Very Bad Road Trip  | Alexander e a Viagem Terrível, Horrivel, Péssima e Muito Má           | Alexandre e a Viagem Terrível, Horrivel, Espantosa e Horrorosa                                                  | Walt Disney Pictures/Disney+                                                        |
|                                                          | 2025                                | The Amateur                                                        | O Amador                                                              | Operação Vingança                                                                                               | 20th Century Studios                                                                |
|                                                          | 2025                                | Thunderbolts*                                                      | Thunderbolts*                                                         | Thunderbolts*                                                                                                   | Marvel Studios                                                                      |
|                                                          | 2025                                | Summer of 69                                                       | Summer of 69                                                          | Verão de 69 | American High/Hulu/Star                                                             |
|                                                          | 2025                                | Lilo & Stitch                                                      | Lilo & Stitch                                                         | Lilo & Stitch                                                                                                   | Walt Disney Pictures                                                                |
|                                                          | 2025                                | Predator: Killer of Killers                                        | Predador: Derradeiro Assassino                                        | Predador: Assassino de Assassinos                                                                               | 20th Century Studios/Hulu/Star                                                      |
|                                                          | 2025                                | Elio                                                               | Elio                                                                  | Elio | Pixar Animation Studios                                                             |
|                                                          | 2025                                | Frozen: The Hit Broadway Musical                                   | Frozen: O Musical da Broadway                                         | Frozen: O Musical                                                                                               | Disney Theatrical Group/Disney+                                                     |
|                                                          | 2025                                | Zombies 4: Dawn of the Vampires                                    | Zombies 4: Um Verão Entre Vampiros                                    | Zombies 4: A Era dos Vampiros                                                                                   | Disney+/Disney Channel                                                              |
|                                                          | 2025                                | The Fantastic Four: First Steps                                    | O Quarteto Fantástico: Primeiros Passos                               | Quarteto Fantástico: Primeiros Passos                                                                           | Marvel Studios                                                                      |
|                                                          | 2025                                | Freakier Friday                                                    | Um Dia Ainda Mais Doido                                               | Uma Sexta-feira Mais Louca Ainda!                                                                               | Walt Disney Pictures                                                                |

## Próximos lançamentos
| Lançamento         | Lançamento                                                   | Título original                      | Título em Portugal                   | Título no Brasil                          | Produção                                              |
| 2025               | 2025                                                         | 2025                                 | 2025                                 | 2025                                      | 2025                                                  |
| ------------------ | ------------------------------------------------------------ | ------------------------------------ | ------------------------------------ | ----------------------------------------- | ----------------------------------------------------- |
|                    | 22/08                                                        | Eenie Meanie                         | Motorista de Fuga                    | Motorista de Fuga                         | 20th Century Studios/Hulu/Star                        |
|                    | 29/08 28/08                                                  | The Roses                            | Um Casal (Im)perfeito                | Os Roses: Até Que a Morte os Separe       | Searchlight Pictures                                  |
|                    | 19/09                                                        | Swiped                               | Swiped                               | Deu Match: A Rainha de Apps de Namoro     | 20th Century Studios/Hulu/Star                        |
|                    | 26/09                                                        | The Man In My Basement               |                                      |                                           | Andscape/Hulu/Star                                    |
|                    | 10/10 09/10                                                  | Tron: Ares                           | Tron: Ares                           | Tron: Ares                                | Walt Disney Pictures                                  |
|                    | 23/10                                                        | Mauricio de Sousa - O Filme          |                                      |                                           | Star Original Productions/Mauricio de Sousa Produções |
|                    | 24/10 30/10                                                  | Springsteen: Deliver Me From Nowhere | Springsteen: Deliver Me From Nowhere | Springsteen: Salve-Me do Desconhecido     | 20th Century Studios                                  |
| 07/11 06/11        | Predator: Badlands                                           | Predador: Badlands                   | Predador: Terras Selvagens           |                                           | 20th Century Studios                                  |
|                    | 21/11 08/01/26                                               | Rental Family                        |                                      | Família de Aluguel                        | Searchlight Pictures                                  |
|                    | 26/11 27/11                                                  | Zootopia 2                           | Zootrópolis 2                        | Zootopia 2                                | Walt Disney Animation Studios                         |
|                    | 12/12 11/12                                                  | Ella McCay                           | Imperfeitamente Perfeita             | Imperfeitamente Perfeita                  | 20th Century Studios                                  |
| 19/12 18/12        | Avatar: Fire and Ash                                         | Avatar: Fogo e Cinzas                | Avatar: Fogo e Cinzas                |                                           | 20th Century Studios                                  |
| 2026               |                                                              |                                      |                                      |                                           |                                                       |
|                    | 21/11/25 08/01                                               | Rental Family                        |                                      | Família de Aluguel                        | Searchlight Pictures                                  |
|                    | 15/01                                                        | O Diário de Pilar na Amazônia        |                                      |                                           | Star Original Productions                             |
|                    | 30/01 29/01                                                  | Send Help                            |                                      |                                           | 20th Century Studios                                  |
|                    | 20/02                                                        | Psycho Killer                        |                                      |                                           | 20th Century Studios/Regency Enterprises              |
|                    | 06/03 05/03                                                  | Hoppers                              | Saltitões                            | Cara de Um, Focinho de Outro              | Pixar Animation Studios                               |
|                    | 27/03 26/03                                                  | The Dog Stars                        |                                      |                                           | 20th Century Studios                                  |
|                    | 10/04 09/04                                                  | Ready Or Not 2: Here I Come          |                                      |                                           | Searchlight Pictures                                  |
|                    | 16/04                                                        | Rio de Sangue                        |                                      |                                           | Star Original Productions                             |
|                    | 01/05 30/04                                                  | The Devil Wears Prada 2              |                                      | O Diabo Veste Prada 2                     | 20th Century Studios                                  |
|                    | 22/05 21/05                                                  | The Mandalorian & Grogu              |                                      | O Mandaloriano e Grogu                    | Lucasfilm, Ltd.                                       |
|                    | 04/06                                                        | Se Eu Fosse Você 3                   |                                      |                                           | Star Original Productions                             |
|                    | 19/06 18/06                                                  | Toy Story 5                          | Toy Story 5                          | Toy Story 5                               | Pixar Animation Studios                               |
|                    | 10/07 09/07                                                  | Moana                                | Vaiana                               | Moana                                     | Walt Disney Pictures                                  |
|                    | 31/07 30/07                                                  | Spider-Man: Brand New Day            |                                      | Homem-Aranha: Um Novo Dia                 | Marvel Studios/Columbia Pictures                      |
|                    | 16/10 15/10                                                  | Whalefall                            |                                      |                                           | 20th Century Studios                                  |
|                    | 29/10                                                        | 100 Dias                             |                                      |                                           | Star Original Productions                             |
|                    | 25/11 26/11                                                  | Untitled Disney Animation Film       |                                      |                                           | Walt Disney Animation Studios                         |
|                    | 18/12 19/12                                                  | Avengers: Doomsday                   |                                      | Vingadores: Doomsday                      | Marvel Studios                                        |
|                    | 18/12 31/12                                                  | Ice Age 6                            |                                      | A Era do Gelo 6                           | 20th Century Studios                                  |
| 2027               |                                                              |                                      |                                      |                                           |                                                       |
|                    | 28/05                                                        | Star Wars: Starfighter               |                                      |                                           | Lucasfilm, Ltd.                                       |
|                    | 25/11                                                        | Frozen III                           |                                      |                                           | Walt Disney Animation Studios                         |
|                    | 17/12                                                        | Avengers: Secret Wars                |                                      | Vingadores: Guerras Secretas              | Marvel Studios                                        |
| 2029               |                                                              |                                      |                                      |                                           |                                                       |
|                    | 21/12                                                        | Avatar 4                             |                                      |                                           | 20th Century Studios                                  |
| Sem data           |                                                              |                                      |                                      |                                           |                                                       |
|                    | 2025                                                         | Mike & Nick & Nick & Alice           |                                      |                                           | 20th Century Studios                                  |
|                    | 2025                                                         | A Very Jonas Christmas               |                                      |                                           | 20th Television/Disney+                               |
|                    | 2027                                                         | Gatto                                |                                      |                                           | Pixar Animation Studios                               |
|                    | 2027                                                         | Bluey: The Movie                     |                                      |                                           | Walt Disney Pictures/BBC Studios                      |
|                    | 2029                                                         | Coco 2                               |                                      |                                           | Pixar Animation Studios                               |
|                    | —                                                            | In the Blink of an Eye               |                                      |                                           | Searchlight Pictures/Hulu/Star                        |
|                    | —                                                            | Aladdin: The Broadway Musical        |                                      |                                           | Disney+                                               |
| Em Desenvolvimento |                                                              |                                      |                                      |                                           |                                                       |
|                    | —                                                            | Descendants: Wicked Wonderland       |                                      |                                           | Disney+                                               |
| —                  | Phantom                                                      |                                      |                                      |                                           | Disney+                                               |
|                    | —                                                            | Princess Diaries 3                   |                                      | O Diário da Princesa 3                    | Walt Disney Pictures                                  |
| —                  | Lilo & Stitch 2                                              |                                      |                                      |                                           | Walt Disney Pictures                                  |
| —                  | Molina                                                       |                                      |                                      |                                           | Walt Disney Pictures                                  |
| —                  | Sister Act 3                                                 |                                      | Mudança de Hábito 3                  |                                           | Walt Disney Pictures                                  |
| —                  | Spooked                                                      |                                      |                                      |                                           | Walt Disney Pictures                                  |
| —                  | Tower of Terror                                              |                                      |                                      |                                           | Walt Disney Pictures                                  |
| —                  | Untitled Prince Charming film                                |                                      |                                      |                                           | Walt Disney Pictures                                  |
| —                  | The Aristocats                                               |                                      |                                      |                                           | Walt Disney Pictures                                  |
| —                  | Bambi                                                        |                                      |                                      |                                           | Walt Disney Pictures                                  |
| —                  | Hercules                                                     |                                      |                                      |                                           | Walt Disney Pictures                                  |
| —                  | Big Thunder Mountain                                         |                                      |                                      |                                           | Walt Disney Pictures                                  |
| —                  | Club 33                                                      |                                      |                                      |                                           | Walt Disney Pictures                                  |
| —                  | Figment                                                      |                                      |                                      |                                           | Walt Disney Pictures                                  |
| —                  | Hocus Pocus 3                                                |                                      | Abracadabra 3                        |                                           | Walt Disney Pictures                                  |
| —                  | Merlin                                                       |                                      |                                      |                                           | Walt Disney Pictures                                  |
| —                  | Monster Jam                                                  |                                      |                                      |                                           | Walt Disney Pictures                                  |
| —                  | One Thousand and One Nights                                  |                                      |                                      |                                           | Walt Disney Pictures                                  |
| —                  | Penelope                                                     |                                      |                                      |                                           | Walt Disney Pictures                                  |
| —                  | The Society of Explorers and Adventurers                     |                                      |                                      |                                           | Walt Disney Pictures                                  |
| —                  | Space Mountain                                               |                                      |                                      |                                           | Walt Disney Pictures                                  |
|                    | —                                                            | Incredibles 3                        |                                      | Os Incríveis 3                            | Pixar Animation Studios                               |
|                    | —                                                            | Frozen IV                            |                                      |                                           | Walt Disney Animation Studios                         |
|                    | —                                                            | Untitled Black Panther Sequel        |                                      |                                           | Marvel Studios                                        |
| —                  | Blade                                                        |                                      |                                      |                                           | Marvel Studios                                        |
| —                  | Armor Wars                                                   |                                      |                                      |                                           | Marvel Studios                                        |
| —                  | Untitled X-Men Film                                          |                                      |                                      |                                           | Marvel Studios                                        |
|                    | —                                                            | Lando                                |                                      |                                           | Lucasfilm, Ltd.                                       |
|                    | —                                                            | The Devil in The White City          |                                      |                                           | 20th Century Studios                                  |
| —                  | Ripped                                                       |                                      |                                      |                                           | 20th Century Studios                                  |
| —                  | Night At The Museum reboot                                   |                                      |                                      |                                           | 20th Century Studios                                  |
| —                  | Untitled Alien: Romulus Sequel                               |                                      |                                      |                                           | 20th Century Studios                                  |
| —                  | The Zone                                                     |                                      |                                      |                                           | 20th Century Studios                                  |
| —                  | Untitled 24 Movie                                            |                                      |                                      |                                           | 20th Century Studios                                  |
| —                  | The Garden of Abdul Gasazi                                   |                                      |                                      |                                           | 20th Century Studios                                  |
| —                  | Capsule                                                      |                                      |                                      |                                           | 20th Century Studios                                  |
| —                  | The Caves of Steel                                           |                                      |                                      |                                           | 20th Century Studios                                  |
| —                  | Children of the Jungle                                       |                                      |                                      |                                           | 20th Century Studios                                  |
| —                  | The Gunfighter                                               |                                      |                                      |                                           | 20th Century Studios                                  |
| —                  | The Barrier                                                  |                                      |                                      |                                           | 20th Century Studios                                  |
| —                  | California Bear                                              |                                      |                                      |                                           | 20th Century Studios                                  |
| —                  | The Hand That Rocks The Cradle                               |                                      | Remake de A Mão Que Balança o Berço  |                                           | 20th Century Studios                                  |
| —                  | Untitled Planet of the Apes sequel                           |                                      | Sequência de Planeta dos Macacos     |                                           | 20th Century Studios                                  |
| —                  | Untitled Maze Runner sequel                                  |                                      | Sequência de Maze Runner             |                                           | 20th Century Studios                                  |
| —                  | Untitled Romy and Michele's High School Reunion Sequel       |                                      | Sequência de Romy e Michele          |                                           | 20th Century Studios                                  |
| —                  | The Fly                                                      |                                      | Filme de A Mosca                     |                                           | 20th Century Studios                                  |
| —                  | Merry Ex-Mas                                                 |                                      |                                      |                                           | 20th Century Studios                                  |
| —                  | Street Justice                                               |                                      |                                      |                                           | 20th Century Studios                                  |
| —                  | Starlight                                                    |                                      |                                      |                                           | 20th Century Studios                                  |
| —                  | The 17th Annual Coral Gables Christmas Caroling Extravaganza |                                      |                                      |                                           | 20th Century Studios                                  |
| —                  | 9 to 5 reboot                                                |                                      |                                      |                                           | 20th Century Studios                                  |
| —                  | Beach Read                                                   |                                      |                                      |                                           | 20th Century Studios                                  |
| —                  | Artemis                                                      |                                      |                                      | 20th Century Studios/ Regency Enterprises |                                                       |
| —                  | Chippendales                                                 |                                      |                                      | 20th Century Studios/ Regency Enterprises |                                                       |
| —                  | Bomb                                                         |                                      |                                      | 20th Century Studios                      |                                                       |
| —                  | Naughty                                                      |                                      |                                      | 20th Century Studios                      |                                                       |
| —                  | Night of the Ghoul                                           |                                      |                                      | 20th Century Studios                      |                                                       |
| —                  | Sooner or Later                                              |                                      |                                      | 20th Century Studios                      |                                                       |
| —                  | Test Drive                                                   |                                      |                                      | 20th Century Studios                      |                                                       |
| —                  | The Tourist                                                  |                                      |                                      | 20th Century Studios                      |                                                       |
| —                  | Lazy Suzans                                                  |                                      |                                      | 20th Century Studios                      |                                                       |
| —                  | Whalefall                                                    |                                      |                                      | 20th Century Studios                      |                                                       |
|                    | —                                                            | Lunik Heist                          |                                      |                                           | Searchlight Pictures                                  |
| —                  | Behemoth!                                                    |                                      |                                      |                                           | Searchlight Pictures                                  |
| —                  | Anita de Monte Laughs Last                                   |                                      |                                      |                                           | Searchlight Pictures                                  |
| —                  | The Eyes Are The Best Part                                   |                                      |                                      |                                           | Searchlight Pictures                                  |
| —                  | The Glitch                                                   |                                      |                                      |                                           | Searchlight Pictures                                  |
| —                  | Somewhere Out There                                          |                                      |                                      |                                           | Searchlight Pictures                                  |
| —                  | DNA                                                          |                                      |                                      |                                           | Searchlight Pictures                                  |
| —                  | Wild Horse Nine                                              |                                      |                                      |                                           | Searchlight Pictures                                  |
| —                  | Again Again Again                                            |                                      |                                      |                                           | Searchlight Pictures                                  |
| —                  | Fire of Love                                                 |                                      |                                      |                                           | Searchlight Pictures                                  |
| —                  | Mockingbird                                                  |                                      |                                      |                                           | Searchlight Pictures                                  |
| —                  | Is This Thing On?                                            |                                      |                                      |                                           | Searchlight Pictures                                  |
| —                  | Clean Break                                                  |                                      |                                      |                                           | Searchlight Pictures                                  |
| —                  | Small Parts                                                  |                                      |                                      |                                           | Searchlight Pictures                                  |
| —                  | Conception                                                   |                                      |                                      |                                           | Searchlight Pictures                                  |
| —                  | Chairman Spaceman                                            |                                      |                                      |                                           | Searchlight Pictures                                  |
| —                  | The World According to Fannie Davis                          |                                      |                                      |                                           | Searchlight Pictures                                  |
| —                  | Seconds                                                      |                                      |                                      |                                           | Searchlight Pictures                                  |
| —                  | Tender is the Night                                          |                                      |                                      |                                           | Searchlight Pictures                                  |
|                    | —                                                            | Encontrada                           |                                      |                                           | Star Original Productions                             |
| —                  | A Arte do Roubo                                              |                                      |                                      |                                           | Star Original Productions                             |
| —                  | Nosso Lar 3 - Vida Eterna                                    |                                      |                                      |                                           | Star Original Productions                             |
| —                  | Os Saltimbancos                                              |                                      |                                      |                                           | Star Original Productions                             |
| —                  | Na Linha de Fogo                                             |                                      |                                      | Star Original Productions/Globo Filmes    |                                                       |